# Liste der Biografien/Wolff
Liste der Biografien |
Portal Biografien |
Personensuche
# |
A |
B |
C |
D |
E |
F |
G |
H |
I |
J |
K |
L |
M |
N |
O |
P |
Q |
R |
S |
T |
U |
V |
W |
X |
Y |
Z |
?
 
Wa |
Wc |
Wd |
We |
Wh |
Wi |
Wj |
Wl |
Wn |
Wo |
Wr |
Ws |
Wt |
Wu |
Ww |
Wy |
Wz
 
Woa |
Wob |
Woc |
Wod |
Woe |
Wof |
Wog |
Woh |
Woi |
Woj |
Wok |
Wol |
Wom |
Won |
Woo |
Wop |
Wor |
Wos |
Wot |
Wou |
Wov |
Wow |
Wox |
Woy |
Woz
 
Wola |
Wolb |
Wolc |
Wold |
Wole |
Wolf |
Wolg |
Wolh |
Woli |
Wolj |
Wolk |
Woll |
Wolm |
Woln |
Wolo |
Wolp |
Wolr |
Wols |
Wolt |
Wolv |
Woly |
Wolz
 
Wolfa |
Wolfb |
Wolfc |
Wolfe |
Wolff |
Wolfg |
Wolfh |
Wolfi |
Wolfk |
Wolfl |
Wolfm |
Wolfn |
Wolfo |
Wolfr |
Wolfs |
Wolft
Die Liste der Biografien führt alle Personen auf, die in der deutschsprachigen Wikipedia einen Artikel haben. Dieses ist eine Teilliste mit 583 Einträgen von Personen, deren Namen mit den Buchstaben „Wolff“ beginnt.

## Wolff

### Wolff G
- Wolff gen. Metternich, Karl von (1878–1939), preußischer Landrat
- Wolff gen. Metternich, Philipp von (1770–1852), preußischer Landrat des Kreises Höxter (1817–1845)

### Wolff M
- Wolff Metternich zur Gracht, Johann Adolf (1592–1669), deutscher Hofbeamter, Geheimer Rat, in diplomatischen Missionen verschiedener Kurfürsten tätig
- Wolff Metternich zur Gracht, Levin (1877–1944), deutscher Jurist und letzter deutscher Bürgermeister in Eupen
- Wolff Metternich zur Gracht, Peter (1929–2013), deutscher Unternehmer, General-Statthalter des Ritterordens vom Heiligen Grab zu Jerusalem
- Wolff Metternich, Friedrich von (1816–1898), deutscher Verwaltungsjurist und Landrat des Kreises Höxter (1845–1892)
- Wolff Metternich, Michael (1920–2018), deutscher Automobilhistoriker

### Wolff V
- Wolff von Amerongen, Otto (1918–2007), deutscher Industrieller und WirtschaftsfunktionärOtto Wolff von Amerongen (1918–2007)

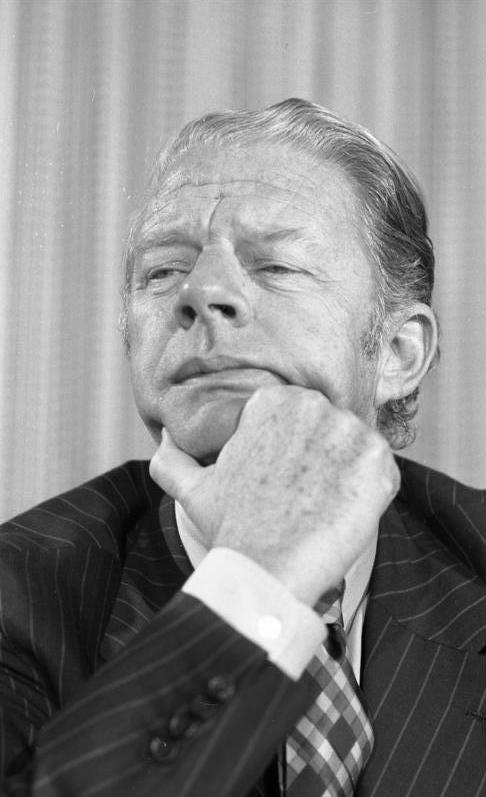
Otto Wolff von Amerongen (1918–2007)

- Wolff von der Sahl, Ulrich-Bernd (* 1956), deutscher Manager
- Wolff von Gudenberg, Georg Wilhelm († 1726), Dompropst in Münster (1722–1726)
- Wolff von Gudenberg, Gottlob (1813–1890), deutscher Richter und Parlamentarier
- Wolff von Gudenberg, Hermann (1812–1880), deutscher Verwaltungsbeamter
- Wolff von Linger, Julius (1812–1905), preußischer Generalleutnant
- Wolff von Luzern, Johann († 1393), Frankfurter Stadtarzt
- Wolff von Metternich zur Gracht, Anna Adriana (1621–1698), Freifrau, Kanonisse und Äbtissin
- Wolff von Metternich zur Gracht, Johann Wilhelm (1624–1694), Freiherr, Domherr in Mainz und Paderborn
- Wolff von Metternich, Adolph (1553–1619), deutscher Adeliger, Domherr im Bistum Speyer und Hofmeister des Herzogs Wilhelm V. von Bayern
- Wolff von Metternich, Wilhelm (1563–1636), deutscher adeliger Jesuitenpater und Rektor der Kollegien zu Speyer, Trier und Köln

### Wolff, A – Wolff, W

#### Wolff, A
- Wolff, Abraham († 1795), jüdischer Mathematiker in Berlin
- Wolff, Abraham (1801–1891), deutsch-dänischer jüdischer Theologe und Rabbiner
- Wolff, Achatius (1646–1690), deutscher Handelsmann und Tübinger Ratsverwandter
- Wolff, Achim (* 1938), deutscher Schauspieler und Theaterregisseur
- Wolff, Adolf (1832–1885), deutscher Architekt
- Wolff, Adolf (1894–1964), deutscher Maschinenbauingenieur
- Wolff, Adolf (1910–1998), deutscher Veterinärmediziner
- Wolff, Albert (1815–1892), deutscher BildhauerAlbert Wolff (1815–1892)

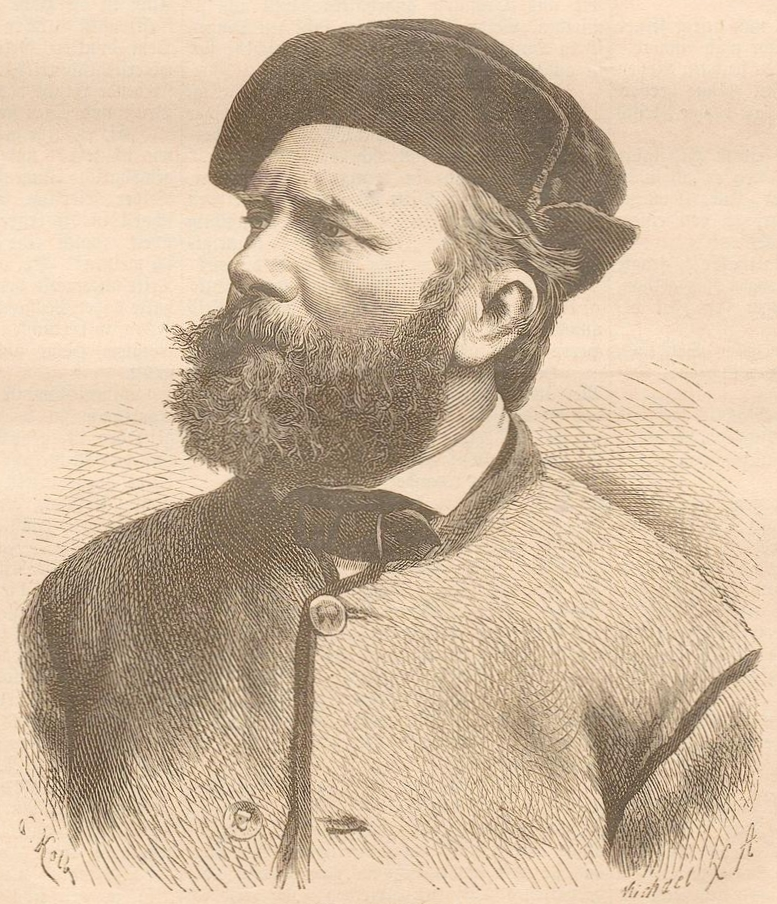
Albert Wolff (1815–1892)

- Wolff, Albert (1825–1891), deutsch-französischer Journalist, Schriftsteller und Dramatiker
- Wolff, Albert (1884–1970), französischer Dirigent und Komponist
- Wolff, Albert Moritz (1854–1923), deutscher Bildhauer und Medailleur
- Wolff, Albert von (1818–1886), württembergischer Oberamtmann
- Wolff, Alejandro Daniel (* 1956), US-amerikanischer Diplomat
- Wolff, Alex (* 1997), US-amerikanischer Schauspieler und MusikerAlex Wolff (* 1997)

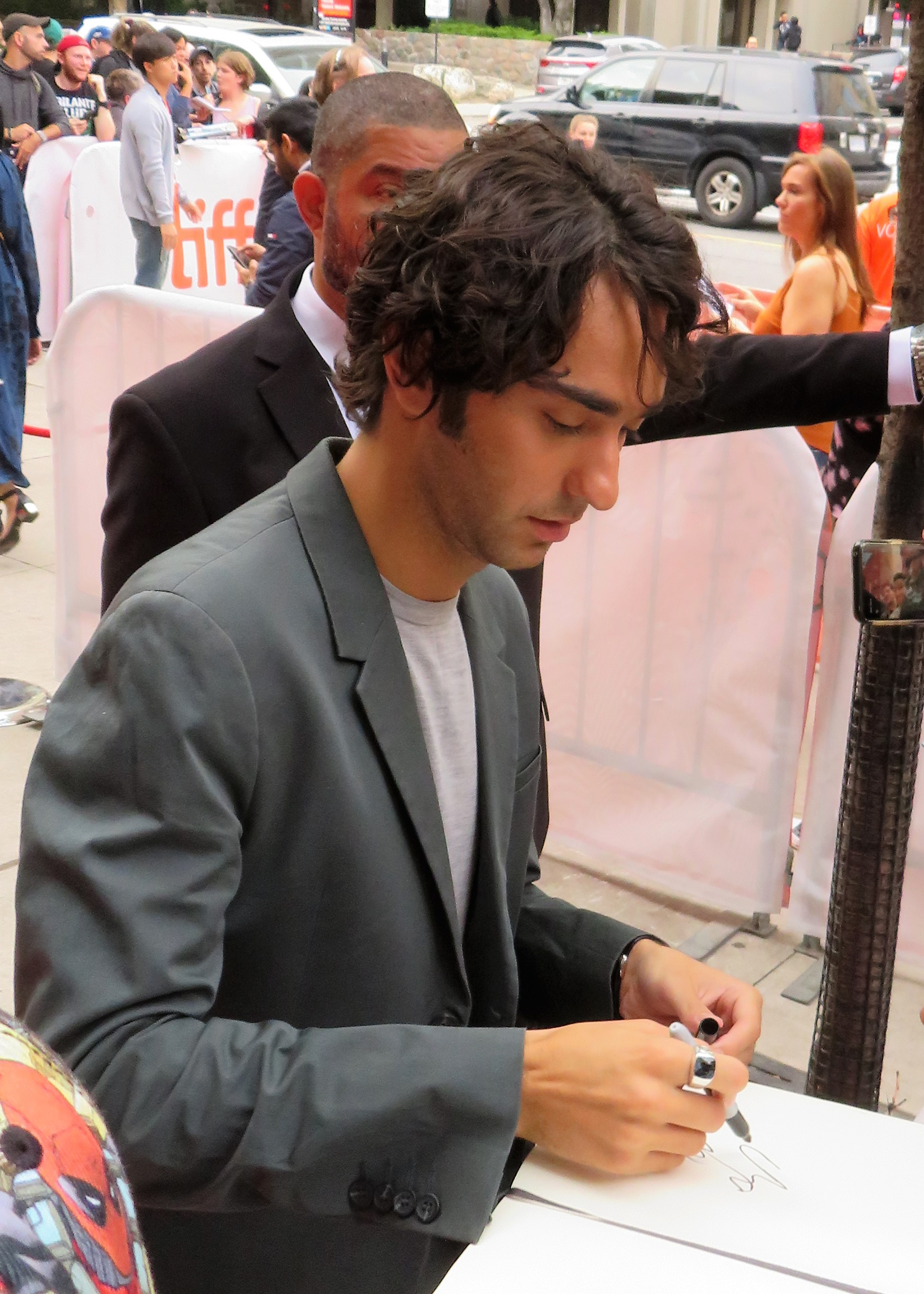
Alex Wolff (* 1997)

- Wolff, Alexander (* 1976), deutscher Künstler
- Wolff, Alfred (1885–1917), deutscher Klassischer Philologe und Gymnasiallehrer
- Wolff, Andreas (1652–1716), deutscher Maler
- Wolff, Andreas (* 1991), deutscher Handballspieler
- Wolff, Ann (* 1937), schwedische Künstlerin und Hochschullehrerin
- Wolff, Ann-Elisabeth (* 1953), deutsche Musikwissenschaftlerin und Theatermanagerin
- Wolff, Ann-Marie (* 1962), deutsche Juristin, Richterin und Präsidentin des Hanseatischen Oberlandesgerichts Bremen
- Wolff, Anne de (* 1971), deutsche Musikerin
- Wolff, Annemarie (* 1990), deutsche Politikerin (SPD). MdL Brandenburg
- Wolff, Annemie (1906–1994), deutsch-niederländische Fotografin und Widerstandskämpferin
- Wolff, Anton (1911–1980), deutscher Grafiker und Kunstprofessor
- Wolff, Arnold (1932–2019), deutscher Architekt, Kölner Dombaumeister und Professor
- Wolff, Arthur (1875–1923), deutscher Architekt
- Wolff, Arthur von (1828–1898), deutscher Politiker
- Wolff, Athanasius (1931–2013), deutscher Pater des katholischen Benediktinerordens
- Wolff, August (1844–1914), deutscher Politiker (NLP), Mitglied des Preußischen Abgeordnetenhauses
- Wolff, August Louis (1825–1911), deutscher Kaufmann, US-Honorarkonsul
- Wolff, August Robert (1833–1910), Warschauer Verleger und Buchhändler
- Wolff, August von (1788–1851), preußischer Generalmajor
- Wolff, Auguste Désiré Bernard (1821–1887), französischer Pianist, Klavierbauer und Komponist

#### Wolff, B
- Wolff, Balduin (1819–1907), deutscher Zeichner und Kunstmaler der Romantik
- Wolff, Balthasar, deutscher Steinmetz und Baumeister
- Wolff, Barbara (* 1948), deutsche Politikerin (Freie Wähler, ehemals SPD), MdL
- Wolff, Barbara (* 1951), deutsche Fotografin
- Wolff, Benjamin (1976–2020), deutscher Rabbiner
- Wolff, Bernd (* 1939), deutscher Schriftsteller
- Wolff, Bernhard (1811–1879), Gründer der Berliner National-Zeitung
- Wolff, Bernhard (1886–1970), deutscher Ministerialbeamter
- Wolff, Bernhard (1886–1966), deutscher Jurist, Richter am Bundesfinanzhof und Richter des Bundesverfassungsgerichts
- Wolff, Bernhard (* 1966), deutscher Unterhaltungskünstler, Sprecher und Rückwärtssprecher
- Wolff, Bernhard Heinrich von (1814–1891), preußischer Generalmajor und zuletzt Chef des Generalstabes des I. Armeekorps
- Wolff, Berthold (1901–1949), deutscher Textilhändler jüdischen Glaubens in Stolberg (Rheinland)
- Wolff, Betje (1738–1804), niederländische Autorin
- Wolff, Birgitta (* 1965), deutsche Wirtschaftswissenschaftlerin und Politikerin (CDU)Birgitta Wolff (* 1965)

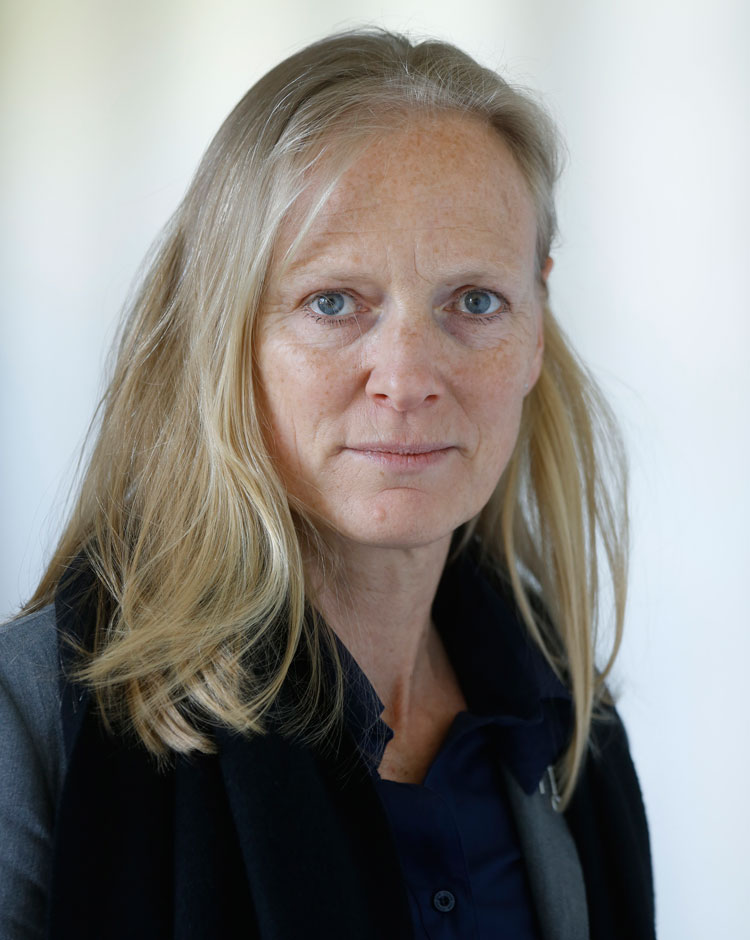
Birgitta Wolff (* 1965)

- Wolff, Bruno (1870–1918), deutscher Gynäkologe und Pathologe

#### Wolff, C
- Wolff, Carl (1799–1863), deutscher Kaufmann, Mitglied des kurhessischen Landtags
- Wolff, Carl (1849–1929), siebenbürgischer Volkswirt, Journalist und Politiker
- Wolff, Carl (1860–1929), deutscher Architekt, Baubeamter und Denkmalpfleger
- Wolff, Carl (1884–1938), deutscher Schriftsteller
- Wolff, Carl Emanuel (* 1957), deutscher Bildhauer und Hochschullehrer
- Wolff, Carl Heinz (1884–1942), deutscher Filmregisseur und Filmproduzent
- Wolff, Carl Moritz (1805–1868), deutscher Jurist und Schriftsteller
- Wolff, Carl von (1856–1935), deutscher Jurist und Politiker
- Wolff, Carl-Ludwig (1933–2022), deutscher Journalist
- Wolff, Caspar Friedrich (1734–1794), deutscher Physiologe und Begründer der modernen Embryologie
- Wolff, Charles de (1932–2011), niederländischer Organist und Dirigent
- Wolff, Charlotte (1897–1986), deutsch-britische Ärztin, Sexualwissenschaftlerin und Autorin
- Wolff, Chris (* 1954), deutscher Schlagersänger
- Wolff, Christian (1679–1754), deutscher Universalgelehrter und Philosoph
- Wolff, Christian (* 1931), deutscher Politiker (FDP), MdL
- Wolff, Christian (* 1934), US-amerikanischer Komponist und Philologe
- Wolff, Christian (* 1938), deutscher Schauspieler und SynchronsprecherChristian Wolff (* 1938)

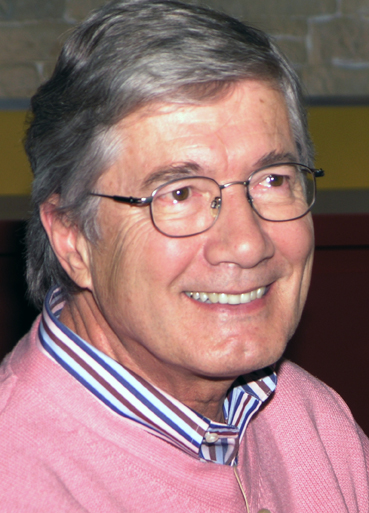
Christian Wolff (* 1938)

- Wolff, Christian (1943–2020), deutscher evangelischer Theologe
- Wolff, Christian (* 1949), deutscher evangelischer Pfarrer und Autor
- Wolff, Christian (* 1966), deutscher Medieninformatiker
- Wolff, Christian Philipp (1772–1820), deutscher Baumeister, Stuckateur und Bildhauer
- Wolff, Christina (* 1977), deutsche Kinder- und Jugendbuchautorin
- Wolff, Christof (* 1941), deutscher Politiker (CDU)
- Wolff, Christoph (* 1940), deutscher Musikwissenschaftler
- Wolff, Christoph Anton von (1818–1893), württembergischer Oberamtmann und Politiker

#### Wolff, D
- Wolff, Daniel (* 1985), deutscher Rechtswissenschaftler und Hochschullehrer
- Wolff, Daniel (* 1992), deutscher Handballspieler
- Wolff, Detlef (1934–2004), deutscher Autor
- Wolff, Dieter (1939–2021), deutscher Anglist, Sprachwissenschaftler und Hochschullehrer
- Wolff, Dietrich (1923–1997), deutscher Journalist und Schriftsteller
- Wolff, Dunja (* 1962), deutsche Musicaldarstellerin und Politikerin (SPD), MdA

#### Wolff, E
- Wolff, Eberhard (* 1959), Schweizer Kulturanthropologe und Medizinhistoriker
- Wolff, Eberhard (* 1972), Software-Architektur-Berater
- Wolff, Eberhard Philipp (1773–1843), deutscher Architekt und nassauischer Baubeamter
- Wolff, Eckehart (1929–2015), deutscher Geistlicher, Propst am Dom zu Worms und Ehrendomkapitular
- Wolff, Edgar (* 1958), deutscher KommunalpolitikerEdgar Wolff (* 1958)

Edgar Wolff (* 1958)

- Wolff, Edith (1904–1997), deutsche Widerstandskämpferin gegen den Nationalsozialismus
- Wolff, Edouard (1816–1880), polnischer Pianist und Komponist
- Wolff, Eduard (1794–1878), deutscher Chirurg
- Wolff, Eduard (1855–1905), deutscher Unternehmer und Kommunalpolitiker
- Wolff, Egon (1910–1991), brasilianischer Kaufmann und Historiker
- Wolff, Egon (1926–2016), chilenischer Dramatiker
- Wolff, Elena (* 1993), österreichische Schauspielerin und RegisseurinElena Wolff (* 1993)

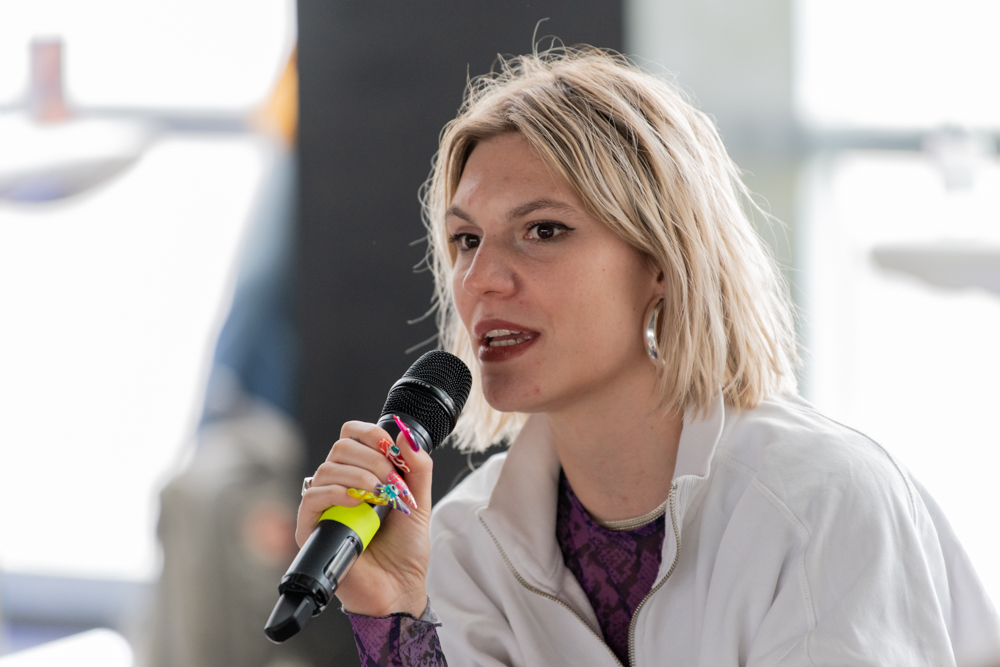
Elena Wolff (* 1993)

- Wolff, Elisabeth (1898–1977), deutsch-englische Bildhauerin
- Wolff, Emil (1802–1879), deutscher Bildhauer
- Wolff, Emil (1879–1952), deutscher Anglist und Universitätsrektor
- Wolff, Emil von (1818–1896), deutscher Agrikulturchemiker
- Wolff, Emmy (1890–1969), jüdische Pädagogin, Wohlfahrtspflegerin, Lyrikerin sowie frauenbewegte Publizistin und Aktivistin
- Wolff, Enrique (* 1949), argentinischer Fußballspieler
- Wolff, Erhard (1880–1965), rumänischer Industrieller schweizerischer Abstammung
- Wolff, Erich Jacques (1874–1913), österreichischer Komponist
- Wolff, Ernst (1877–1959), deutscher Jurist
- Wolff, Ernst (1905–1992), deutscher Kapellmeister und Sänger im Stimmfach Bariton
- Wolff, Ernst (1936–2014), deutscher Motorsportler (DDR)
- Wolff, Ernst (* 1950), deutscher Autor
- Wolff, Ernst Amadeus (1928–2008), deutscher Rechtswissenschaftler und Hochschullehrer
- Wolff, Ernst Christoph Alexander von (1783–1832), kaiserlicher russischer Offizier und Träger des Ordens Pour le Mérite
- Wolff, Ernst Victor (1889–1960), deutschamerikanischer Pianist, Cembalist, Liedbegleiter und Klavierpädagoge
- Wolff, Erwin (1897–1966), deutscher Klassischer Philologe
- Wolff, Erwin (1924–2007), deutscher Literaturwissenschaftler und Hochschullehrer
- Wolff, Étienne (1904–1996), französischer Entwicklungsbiologe
- Wolff, Eugen (1859–1926), deutscher Verwaltungsbeamter, Rittergutsbesitzer und Parlamentarier
- Wolff, Eugen (1863–1929), deutscher Germanist
- Wolff, Eugen (1901–1961), deutscher Musiker und Orchesterleiter

#### Wolff, F
- Wolff, Fabian (* 1989), deutscher Feuilletonist
- Wolff, Federico (1926–1988), deutsch-uruguayischer Schauspieler und Theaterregisseur
- Wolff, Felix (1852–1925), deutscher Architekt und Denkmalpfleger
- Wolff, Ferdinand (1812–1905), deutscher Journalist, Mitglied im Bund der Kommunisten
- Wolff, Ferdinand von (1874–1952), deutscher Mineraloge
- Wolff, Francis († 1971), US-amerikanischer Designer, Fotograf und Produzent, Mitgründer des Plattenlabels Blue Note Records
- Wolff, Frank (1928–1971), US-amerikanischer Schauspieler
- Wolff, Frank (* 1945), deutscher CellistFrank Wolff (* 1945)

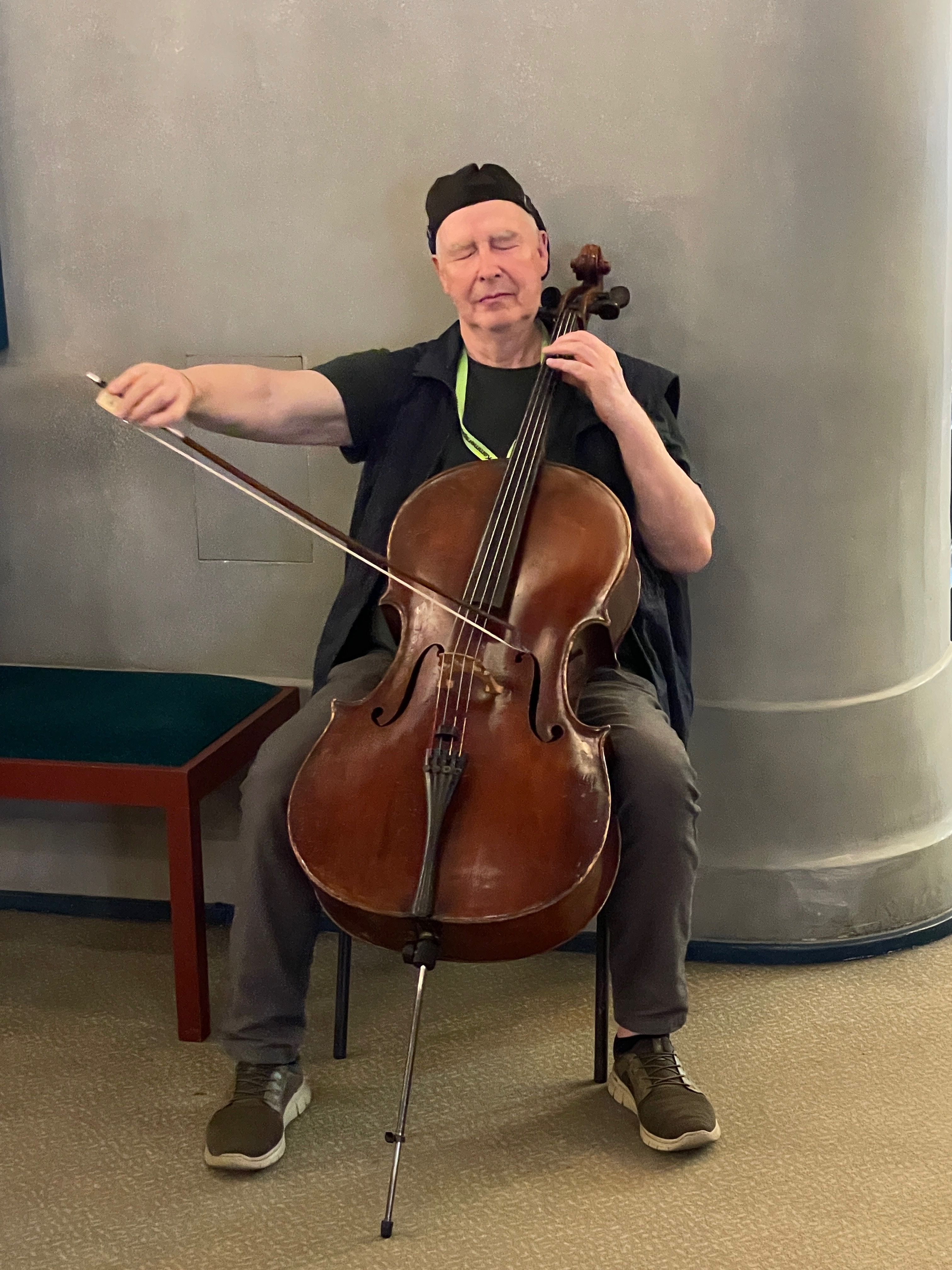
Frank Wolff (* 1945)

- Wolff, Franz (1644–1710), deutscher lutherischer Theologe
- Wolff, Franz Ferdinand (1747–1804), deutscher Jurist, Konsistorialsekretär und Autor
- Wolff, Freddie (1910–1988), britischer Sprinter
- Wolff, Frédéric Henri (1869–1914), französischer Offizier
- Wolff, Friedrich (1792–1854), Landtagsabgeordneter Großherzogtum Hessen
- Wolff, Friedrich (1833–1920), deutscher Unternehmer und Stadtverordneter
- Wolff, Friedrich (1900–1985), deutscher Ingenieur und Industrieller
- Wolff, Friedrich (1912–1976), deutscher Volkswirt, Journalist, Verwaltungsbeamter und Politiker (SPD), MdPR
- Wolff, Friedrich (1922–2024), deutscher Rechtsanwalt, Vorsitzender des Berliner Anwaltskollegiums in der DDR
- Wolff, Friedrich de (1812–1875), deutscher Jurist und Politiker
- Wolff, Friedrich Franz (1873–1950), deutscher Lehrer und Politiker (NSV, DNVP), MdL
- Wolff, Friedrich Siegmund (1799–1848), Bürgermeister und Mitglied der Kurhessischen Ständeversammlung
- Wolff, Friedrich Theodor (1814–1890), deutscher Jurist, Bürgermeister und Landgerichtspräsident
- Wolff, Friedrich Wilhelm (1783–1862), deutscher Architekt und kommunaler Baubeamter in Magdeburg
- Wolff, Friedrich Wilhelm (1816–1887), deutscher Bildhauer
- Wolff, Fritz (1807–1850), deutscher Lithograph
- Wolff, Fritz (1831–1895), deutscher Zeichenlehrer und Maler
- Wolff, Fritz (1847–1921), deutscher Architekt, preußischer Baubeamter und Hochschullehrer
- Wolff, Fritz (1876–1940), deutscher Zeichner und Karikaturist
- Wolff, Fritz (1880–1943), deutscher Iranist
- Wolff, Fritz (1894–1957), deutscher Opernsänger (Tenor) und Gesangslehrer
- Wolff, Fritz (1916–1994), deutscher Politiker und Funktionär (LDPD)
- Wolff, Fritz (1936–2021), deutscher Historiker und Archivar

#### Wolff, G
- Wolff, Gabriele (* 1955), deutsche Schriftstellerin
- Wolff, Gaston de (1903–2003), niederländischer Automobilmanager
- Wolff, Georg (1845–1929), deutscher Gymnasiallehrer und provinzialrömischer Archäologe
- Wolff, Georg (* 1877), deutscher Jurist, Verbandsfunktionär und Politiker (DVP), MdL
- Wolff, Georg (1882–1967), deutscher Bildungspolitiker (DDP, LDP)
- Wolff, Georg (1914–1996), deutscher SS-Hauptsturmführer und Journalist
- Wolff, Georg Arnold (1859–1943), deutscher Bibliothekar
- Wolff, Georg Christian von (1711–1784), deutscher Staatsmann und Kurator der Universität Kiel
- Wolff, Georg Theodor (1768–1812), Kasseler Baumeister und Offizier in der Hessen-kasselschen Armee
- Wolff, Gerhard (1939–2023), deutscher Fußballspieler (DDR)
- Wolff, Gerry (1920–2005), deutscher Schauspieler und Synchronsprecher
- Wolff, Gottfried (1928–2013), deutscher Politiker (CDU), MdL
- Wolff, Gottfried (* 1933), deutscher Bankmanager
- Wolff, Gottfried Joseph (1807–1895), preußischer Landrat und Geheimer Regierungsrat
- Wolff, Gottfried M. (* 1958), deutscher Geistlicher, Provinzial der Tiroler Provinz des Servitenordens
- Wolff, Günter (1919–2006), deutscher Elektriker und Politiker (SPD), MdL Bayern
- Wolff, Günter (1927–1988), deutscher Gebrauchsgrafiker
- Wolff, Günter (* 1943), deutscher Fußballspieler
- Wolff, Günther (* 1901), deutscher Verleger
- Wolff, Gustav (1858–1930), deutscher Architekt
- Wolff, Gustav (1865–1941), deutsch-schweizerischer Psychiater
- Wolff, Gustav (1881–1965), deutscher Lehrer und Ornithologe
- Wolff, Gustav (1894–1973), Politiker Rheinland-Pfalz
- Wolff, Gustav Adolf (1819–1878), deutscher Journalist und Verleger
- Wolff, Gustav H. (1886–1934), deutscher Bildhauer, Maler und Kunstschriftsteller

#### Wolff, H
- Wolff, Hanna (1910–2001), deutsche Psychotherapeutin, Theologin und Autorin
- Wolff, Hanna (1923–2010), deutsche Schriftstellerin
- Wolff, Hanns Peter (1914–2010), deutscher Mediziner
- Wolff, Hans (1863–1942), deutscher Verwaltungsjurist, Kreisdirektor
- Wolff, Hans (1882–1959), deutscher Kunsthistoriker und Verleger
- Wolff, Hans (1882–1918), deutscher Verwaltungsbeamter
- Wolff, Hans (1902–1943), deutscher Pädagoge und nationalsozialistischer Schulpolitiker
- Wolff, Hans (1911–1979), deutscher Drehbuchautor, Filmeditor, Herstellungsleiter, Schauspieler und Filmregisseur
- Wolff, Hans (1938–2023), deutscher Mathematiker und Hochschullehrer
- Wolff, Hans Helmut (1910–1969), deutscher SS-Obersturmbannführer und Regierungsrat im Reichssicherheitshauptamt
- Wolff, Hans Julius (1898–1976), deutscher Richter und Verwaltungswissenschaftler
- Wolff, Hans Julius (1902–1983), deutscher Rechtshistoriker
- Wolff, Hans von (1903–1944), deutscher Oberst, Träger des Eichenlaubs zum Ritterkreuz des Eisernen Kreuzes
- Wolff, Hans Walter (1911–1993), deutscher evangelischer Theologe und Alttestamentler
- Wolff, Hans-Egon Conrad (1913–1982), deutscher Sportmanager
- Wolff, Hans-Georg (* 1969), deutscher Psychologe
- Wolff, Hans-Joachim (* 1958), deutscher Kommentator
- Wolff, Hans-Jürgen (* 1958), deutscher Staatssekretär, Chef des Bundespräsidialamtes
- Wolff, Harald, deutscher Dramaturg
- Wolff, Harald (1909–1977), deutscher Schauspieler und Synchronsprecher
- Wolff, Harald (* 1950), deutscher Maler, Grafiker
- Wolff, Hartfrid (* 1971), deutscher Politiker (FDP), MdB
- Wolff, Hartmut (1941–2012), deutscher Althistoriker
- Wolff, Hayley (* 1964), US-amerikanische Freestyle-Skisportlerin
- Wolff, Heinrich (1520–1581), deutscher Arzt in Nürnberg
- Wolff, Heinrich (1733–1801), deutscher evangelischer Theologe
- Wolff, Heinrich (1793–1875), deutscher Mediziner
- Wolff, Heinrich (1875–1940), deutscher Grafiker und Maler
- Wolff, Heinrich (1880–1944), deutscher Architekt
- Wolff, Heinrich (1881–1946), deutscher Diplomat, Generalkonsul von Jerusalem (1932–1935)
- Wolff, Heinrich (1909–1975), deutscher Jurist und Politiker (CDU), MdL
- Wolff, Heinrich Abraham (1761–1812), Hofbaumeister in Kassel
- Wolff, Heinrich Amadeus (* 1965), deutscher Rechtswissenschaftler und Richter des BundesverfassungsgerichtsHeinrich Amadeus Wolff (* 1965)

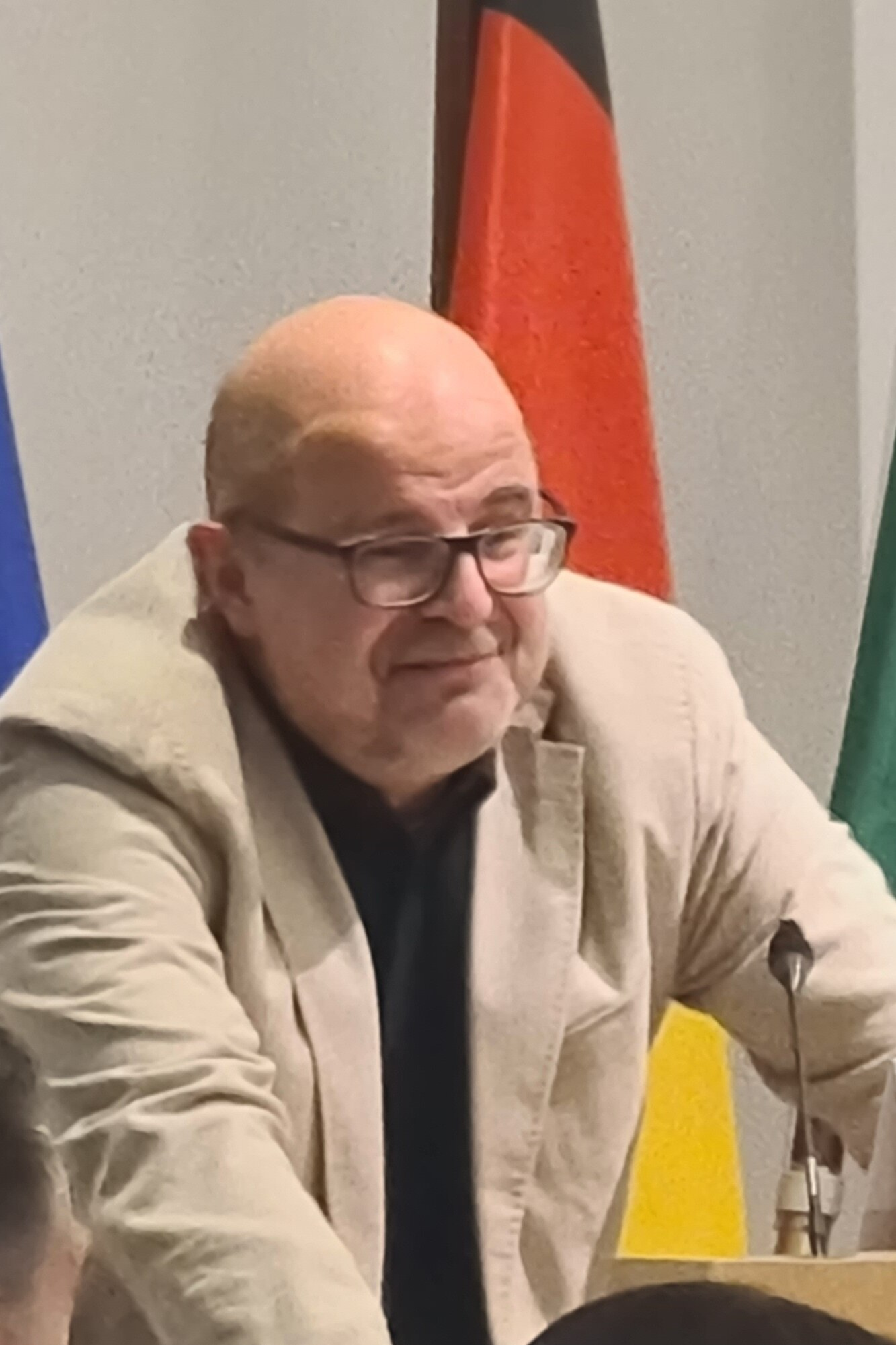
Heinrich Amadeus Wolff (* 1965)

- Wolff, Heinrich Ekkehard (* 1944), deutscher Afrikanist
- Wolff, Heinrich Jodokus (1648–1714), deutscher Benediktiner und Prior
- Wolff, Heinrich Wilhelm Justus (1789–1844), deutscher evangelischer Geistlicher, Hauptpastor in Hamburg
- Wolff, Heinz (1909–1993), deutscher Architekt und Stadtplaner
- Wolff, Heinz (1928–2017), britischer Biotechnologe und TV-Moderator
- Wolff, Helen (1906–1994), deutsch-amerikanische Verlegerin und Autorin
- Wolff, Hellmut (1906–1986), deutscher Astrologe und Mystiker
- Wolff, Hellmuth (1937–2013), kanadischer Orgelbauer
- Wolff, Hellmuth Christian (1906–1988), deutscher Musikwissenschaftler, Maler und Komponist
- Wolff, Helmut (1897–1971), rumäniendeutscher Zahnarzt und Politiker
- Wolff, Helmut (1928–2017), deutscher Chirurg und Hochschullehrer
- Wolff, Helmut (1932–2015), deutscher Maler und Bildhauer
- Wolff, Henning (1929–2006), deutscher Journalist und Zeitungsverleger
- Wolff, Henny (1896–1965), deutsche Konzertsängerin (Sopran) und Gesangspädagogin
- Wolff, Henry Drummond (1830–1908), britischer Botschafter
- Wolff, Herbert (1904–1958), deutscher Politiker (CDU), MdB
- Wolff, Herbert (* 1954), deutscher Politiker, Staatssekretär in Sachsen
- Wolff, Herbert E. (1925–2009), US-amerikanischer Offizier, Generalmajor der US-Army
- Wolff, Herbert von (1886–1967), deutscher Verwaltungsbeamter, Verwaltungsrichter und Ministerialbeamter
- Wolff, Hermann († 1625), deutscher evangelisch-lutherischer Geistlicher, Hauptpastor der Lübecker Jakobikirche und Senior des Geistlichen Ministeriums
- Wolff, Hermann († 1620), landgräflicher Leibarzt und Hochschulrektor
- Wolff, Hermann (* 1841), deutscher Tier- und Landschaftsmaler
- Wolff, Hermann (1845–1902), deutscher Konzertveranstalter und Journalist
- Wolff, Hermann (1906–1945), deutscher Vermessungstechniker und Widerstandskämpfer gegen das NS-Regime
- Wolff, Hugh (* 1953), US-amerikanischer Dirigent
- Wolff, Hugo (1909–1967), deutscher Politiker (SPD)

#### Wolff, I
- Wolff, Ida (1893–1966), Berliner Politikerin (SPD), MdA
- Wolff, Ilse R. (1908–2001), deutsch-englische Bibliothekarin und Verlegerin
- Wolff, Imogen (* 2006), britische Radsportlerin
- Wolff, Inge (* 1945), deutsche Sachbuchautorin
- Wolff, Ingeborg (* 1938), erste Vizepräsidentin des Bundessozialgerichtes
- Wolff, Ingeborg (* 1943), deutsche Schauspielerin und Regisseurin
- Wolff, Ingo (* 1938), deutscher Ingenieurwissenschaftler und emeritierter Universitätsprofessor
- Wolff, Ingrid (* 1964), niederländische Hockeyspielerin
- Wolff, Iris (* 1977), deutsche SchriftstellerinIris Wolff (* 1977)

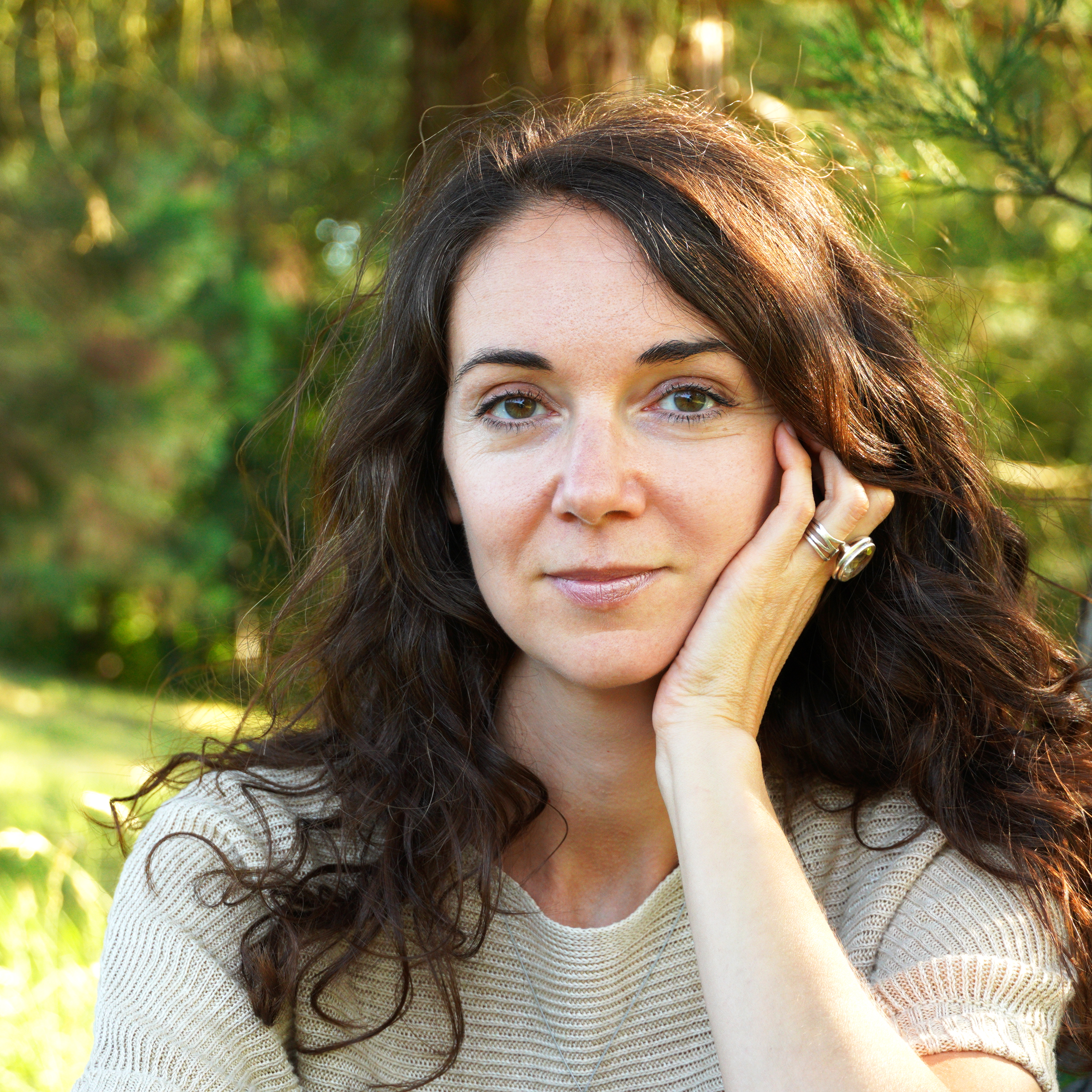
Iris Wolff (* 1977)

#### Wolff, J
- Wolff, J. Scott (1878–1958), US-amerikanischer Politiker
- Wolff, Jacob (1861–1938), deutscher Arzt und Medizinhistoriker
- Wolff, Jacob (1869–1926), deutscher Unternehmer und Jagdflieger
- Wolff, Jacob Anton (1816–1888), deutscher römisch-katholischer Priester und Amateurhistoriker
- Wolff, Jacob Gabriel († 1754), deutscher Rechtswissenschaftler und Kirchenlieddichter
- Wolff, Jakob (1642–1694), deutscher Mediziner, Medizinprofessor an der Universität Jena
- Wolff, Jakob (1850–1935), deutscher Jurist, Präsident des Oberlandesgerichts Celle
- Wolff, Jakob Christoph (1693–1758), deutscher lutherischer Theologe und Hochschullehrer
- Wolff, Jakob der Ältere (1546–1612), deutscher Architekt und Bildhauer
- Wolff, Jakob der Jüngere (1571–1620), deutscher Steinmetz und Bildhauer
- Wolff, Jan (1941–2012), niederländischer Hornist und Musikmanager
- Wolff, Jan A. (* 1961), deutscher Architekt und Filmemacher
- Wolff, Jeanette (1888–1976), deutsche Politikerin (SPD), MdB und jüdische Funktionärin
- Wolff, Jeremias (1663–1724), deutscher Verleger
- Wolff, Jerzy Kazimierz (1902–1985), polnischer Maler
- Wolff, Joachim (1918–1977), deutscher Jurist und Politiker (CDU), MdA
- Wolff, Joachim (1920–2000), deutscher Schauspieler und Sprecher
- Wolff, Joachim (1923–2009), deutscher Stahlbildhauer
- Wolff, Johann (1537–1600), deutscher Jurist, Diplomat, Übersetzer, Historiker und Theologe
- Wolff, Johann († 1616), deutscher Mediziner
- Wolff, Johann (1595–1635), Bürgermeister von Heilbronn
- Wolff, Johann Baptist (1828–1907), deutscher Ingenieur, Unternehmer und Politiker
- Wolff, Johann Caspar (1818–1891), Schweizer Architekt
- Wolff, Johann Christian (* 1685), deutscher Mediziner, Amts- und Land-Physicus in Düben
- Wolff, Johann Conrad (1766–1815), Hofstuckateur in Kassel
- Wolff, Johann Eduard (1786–1868), deutscher Historien- und Porträtmaler
- Wolff, Johann Friedrich (1778–1806), deutscher Arzt, Botaniker und Insektenkundler
- Wolff, Johann Georg (1789–1861), deutscher Architekt und Stadtbaumeister
- Wolff, Johann Gottlieb von (1756–1817), sächsischer Leutnant, Landrat und Gutsbesitzer in Livland
- Wolff, Johann Heinrich (1792–1869), deutscher Steinmetz, Architekt und Architekturtheoretiker
- Wolff, Johann Henrich (1753–1801), Kasseler Stadtbaumeister und Offizier in der Hessen-kasselschen Armee
- Wolff, Johann Martin (1716–1744), deutscher Mediziner, Arzt in Schweinfurt
- Wolff, Johann Philipp (1705–1749), deutscher Mediziner, Arzt in Schweinfurt und Leibarzt des Grafen von Schloss Rüdenhausen
- Wolff, Johann Philipp (1747–1825), deutscher Mediziner, Arzt in Schweinfurt
- Wolff, Johanna (1858–1943), deutsche Schriftstellerin
- Wolff, Johanna (* 1980), deutsche Juristin
- Wolff, Johanne (1927–2003), deutsche Richterin und Politikerin (CDU), MdBB
- Wolff, Johannes (1731–1791), Stadtbaumeister in Kassel
- Wolff, Johannes (1884–1977), deutscher evangelischer Theologe
- Wolff, Johannes (1900–1978), deutscher Politiker (CDU), MdL
- Wolff, Jojo (* 1958), deutscher Fernsehregisseur
- Wolff, Jonas († 1680), deutscher Maler
- Wolff, Joop (1927–2007), niederländischer Politiker und Journalist
- Wolff, Jörg (* 1962), deutscher Fußballspieler
- Wolff, Jörg-Olaf (1959–2023), deutscher Ozeanograph und Hochschullehrer
- Wolff, Joseph (1795–1862), deutscher Missionar jüdischer Herkunft
- Wolff, Joseph (1841–1903), deutscher Konzert- und Opernsänger (Tenor)
- Wolff, Joseph Otto Albert von (1789–1870), Wasserbauingenieur und livländischer Gutsbesitzer
- Wolff, Josh (* 1977), US-amerikanischer Fußballspieler und heutiger -trainer
- Wolff, Jules (1862–1955), französischer Rabbiner
- Wolff, Julien (* 1983), deutscher Journalist und Buchautor
- Wolff, Julius (1828–1897), deutscher Jurist, Kommunalpolitiker, preußischer Abgeordneter
- Wolff, Julius (1834–1910), deutscher Dichter und Schriftsteller
- Wolff, Julius (1836–1902), deutscher Arzt
- Wolff, Julius (1882–1945), niederländischer Mathematiker
- Wolff, Jupp (1908–1974), deutscher Sportjournalist
- Wolff, Jürgen B. (* 1953), deutscher Musiker, Grafiker und Autor
- Wolff, Jürgen H. (* 1940), deutscher Soziologe

#### Wolff, K
- Wolff, Karin († 2018), deutsche Übersetzerin aus dem Polnischen
- Wolff, Karin (* 1959), deutsche Politikerin (CDU), MdL
- Wolff, Karin (* 1961), deutsche Politikerin (SED, FDJ), MdV
- Wolff, Karl (1890–1963), österreichischer Rechtswissenschaftler, Universitätsprofessor und Verfassungsrichter
- Wolff, Karl (1900–1984), deutscher Offizier der SS, Chef des „Persönlichen Stabes Reichsführer SS“, höchster Polizei- und SS-Führer in Italien, Politiker (NSDAP), MdRKarl Wolff (1900–1984)

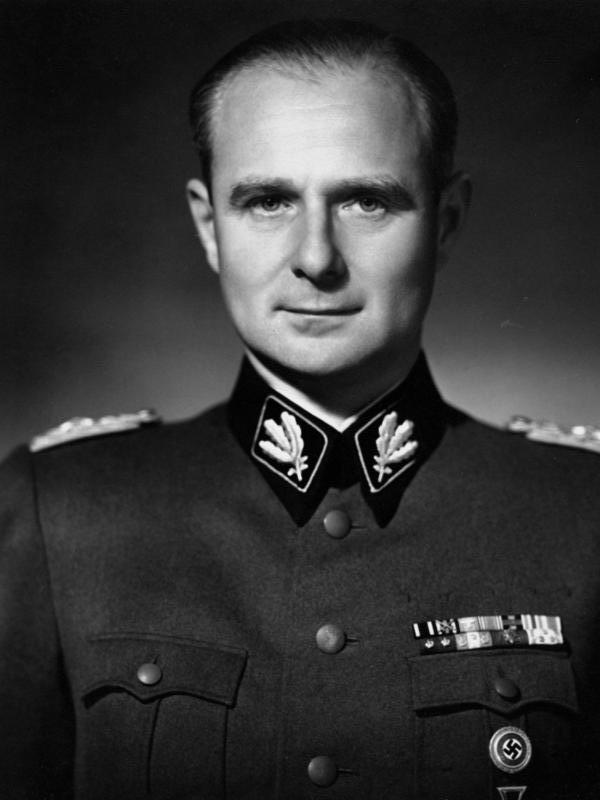
Karl Wolff (1900–1984)

- Wolff, Karl (1904–1993), deutscher Verwaltungsjurist, stellvertretender Landrat des Kreises Höxter (1943–1945)
- Wolff, Karl (1911–1933), deutscher Widerstandskämpfer gegen den Nationalsozialismus
- Wolff, Karl Dietrich (* 1943), deutscher Verleger
- Wolff, Karl Felix (1879–1966), Südtiroler Volkskundler
- Wolff, Karl von (1785–1873), preußischer Generalleutnant
- Wolff, Karl-Heinz (1930–2020), österreichischer Versicherungsmathematiker
- Wolff, Katharina (* 1983), deutsche Politikerin (CDU), MdHB, Unternehmerin und Sängerin
- Wolff, Katharina (* 1990), deutsche Triathletin und Duathletin
- Wolff, Käthe (1882–1968), deutsche Illustratorin, Scherenschnittkünstlerin und Gestalterin
- Wolff, Katja (* 1962), deutsche Regisseurin
- Wolff, Kayden (* 2006), niederländischer Fußballspieler
- Wolff, Kerstin (* 1967), deutsche Historikerin
- Wolff, Klaus (1935–2019), österreichischer Dermatologe
- Wolff, Klaus Dieter (1935–2007), deutscher Jurist, Präsident der Universität Bayreuth
- Wolff, Konrad (1907–1989), US-amerikanischer Pianist und Klavierpädagoge
- Wolff, Konstantin (* 1978), deutscher Opernsänger (Bassbariton)
- Wolff, Kurt (1887–1963), deutscher Verleger
- Wolff, Kurt (1895–1917), deutscher Jagdflieger im Ersten WeltkriegKurt Wolff (1895–1917)

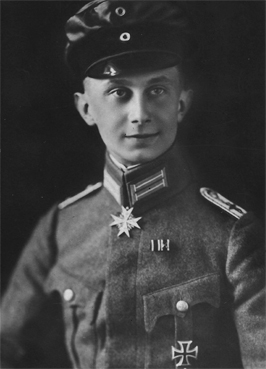
Kurt Wolff (1895–1917)

- Wolff, Kurt (1907–1978), deutscher Chemiker und Unternehmer
- Wolff, Kurt (1916–2003), deutscher Grafik-Designer und Hochschullehrer
- Wolff, Kurt Egon (1911–2001), deutscher Kabarettist, Conférencier, Kabarettgründer und Musikmanager
- Wolff, Kurt Heinrich (1912–2003), deutschamerikanischer Soziologe

#### Wolff, L
- Wolff, Laurentia (* 2003), Schweizer Handballspielerin
- Wolff, Lester L. (1919–2021), US-amerikanischer Politiker
- Wolff, Lilly (1896–1942), Lehrerin und Opfer des Holocaust
- Wolff, Lina (* 1973), schwedische Schriftstellerin und Übersetzerin
- Wolff, Lothar (1909–1988), deutsch-amerikanischer Filmeditor, -produzent und -regisseur
- Wolff, Louis (1802–1868), deutscher Lithograph
- Wolff, Louis (1846–1919), deutscher Schriftsteller
- Wolff, Luc (* 1954), luxemburgischer Künstler
- Wolff, Ludwig (1857–1919), deutscher Chemiker
- Wolff, Ludwig (1859–1923), deutscher Politiker (DVP) und Abgeordneter der deutschen Minderheit im Sejm in Polen
- Wolff, Ludwig (* 1876), deutscher Schriftsteller und Filmregisseur
- Wolff, Ludwig (1886–1950), deutscher General der Flieger im Zweiten Weltkrieg
- Wolff, Ludwig (1892–1975), deutscher Germanist
- Wolff, Ludwig (1893–1968), deutscher General der Infanterie im Zweiten Weltkrieg
- Wolff, Ludwig (1908–1988), deutscher Politiker (NSDAP), MdR

#### Wolff, M
- Wolff, Manfred (1939–2022), deutscher Mathematiker und Hochschullehrer
- Wolff, Marc François Jérôme (1776–1848), französischer Generalleutnant der Kavallerie
- Wolff, Margarete (1876–1943), deutsche Gewerkschafterin
- Wolff, Marguerite (1883–1964), deutsch-britische Juristin und Abteilungsleiterin am Kaiser-Wilhelm-Institut für ausländisches öffentliches Recht und Völkerrecht in Berlin
- Wolff, Maria (* 1971), deutsche Fußballspielerin
- Wolff, Marie-Luise (* 1958), deutsche ManagerinMarie-Luise Wolff (* 1958)

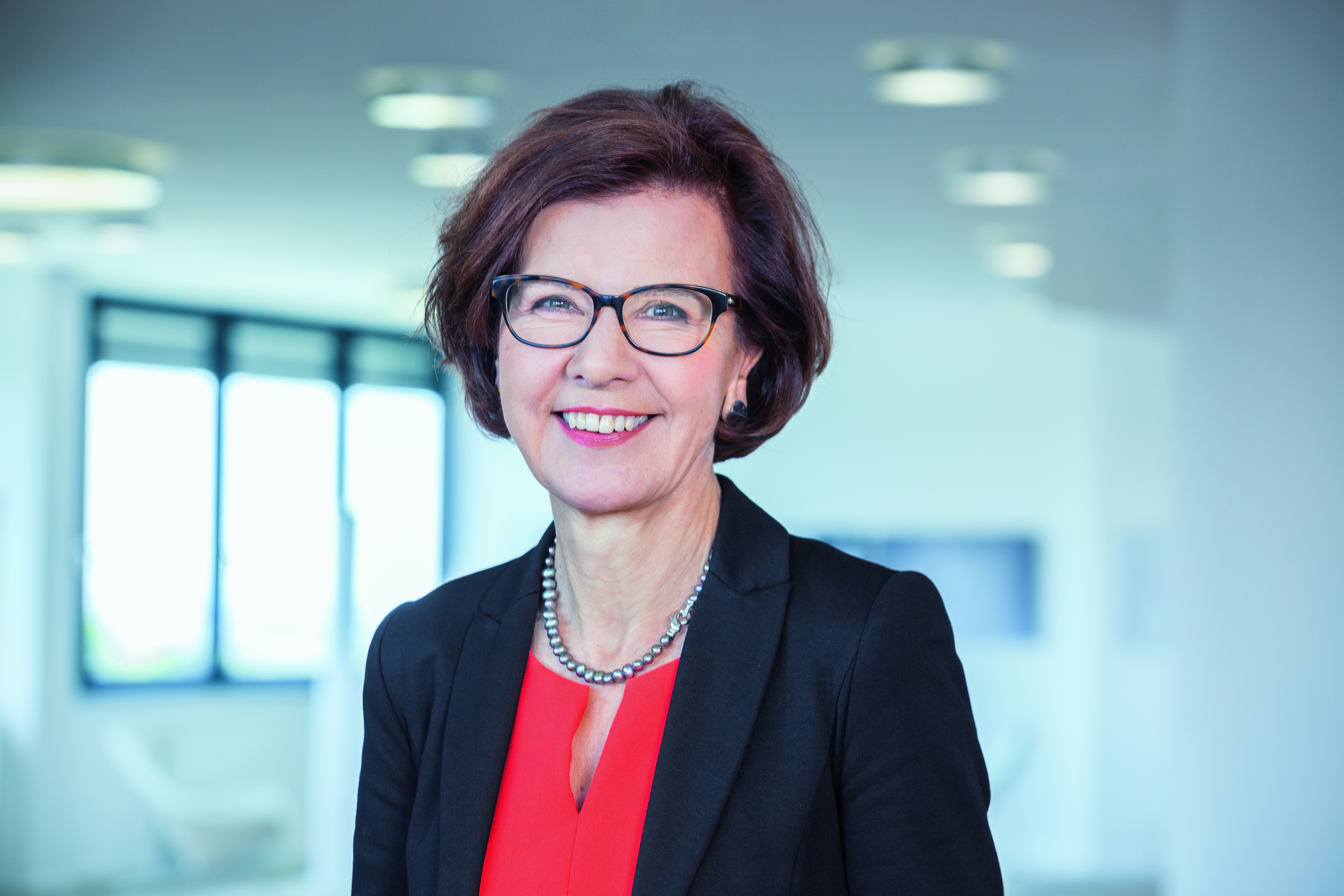
Marie-Luise Wolff (* 1958)

- Wolff, Marta (1871–1942), deutsche Fotografin
- Wolff, Martin, deutscher Komponist und Kleriker
- Wolff, Martin (1852–1919), deutscher Bildhauer
- Wolff, Martin (1872–1953), deutscher Jurist
- Wolff, Martin (* 1957), deutscher Politiker
- Wolff, Martin C. (* 1982), deutscher Philosoph
- Wolff, Matthias (* 1955), deutscher Biologe und Hochschullehrer
- Wolff, Max (1879–1963), deutscher Biologe
- Wolff, Max Gustav Heinrich (1893–1965), Schweizer Jurist, Richter, Politiker und christlicher Friedensaktivist
- Wolff, Max Joseph (1868–1941), deutscher Jurist, Schriftsteller und Übersetzer
- Wolff, Max-Eckart (1902–1988), deutscher Marineoffizier, zuletzt Flottillenadmiral der Bundesmarine
- Wolff, Melchior Heinrich (1727–1786), deutscher evangelisch-lutherischer Geistlicher, Superintendent im Hochstift Lübeck (1772–1786)
- Wolff, Meta (1902–1941), deutsche Bühnenschauspielerin
- Wolff, Michael (* 1942), deutscher Philosoph
- Wolff, Michael (* 1953), US-amerikanischer Autor, Essayist und JournalistMichael Wolff (* 1953)

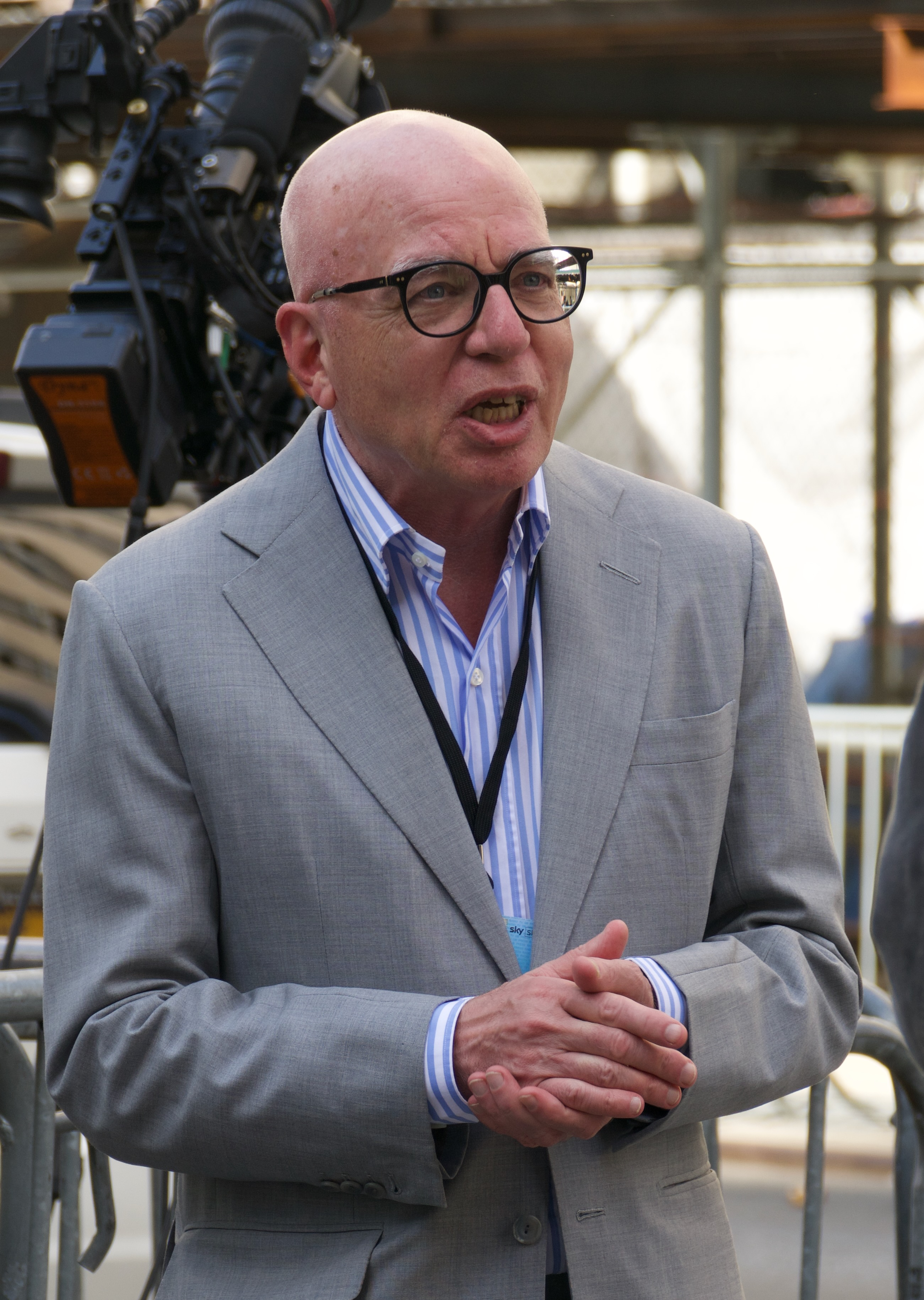
Michael Wolff (* 1953)

- Wolff, Michael (* 1954), US-amerikanischer Musiker, Komponist und Schauspieler
- Wolff, Michael (* 1975), deutscher Wirtschaftswissenschaftler
- Wolff, Michael von (* 1966), deutscher Gynäkologe und Geburtshelfer
- Wolff, Mien de (1911–1993), niederländische Bildhauerin, Keramikerin, Malerin und Zeichnerin
- Wolff, Milton (1915–2008), US-amerikanischer Kämpfer im spanischen Bürgerkrieg, Friedensaktivist, Buchautor
- Wolff, Moritz (1824–1904), Rabbiner, Philologe und Autor
- Wolff, Moritz (* 2000), deutscher Ruderer
- Wolff, Moritz Ossipowitsch (1825–1883), polnisch-russischer Buchhändler und Verleger
- Wolff, Moses (* 1969), deutscher Schauspieler, Kabarettist und Musiker
- Wolff, Moses Abraham (1713–1802), Leibarzt von Clemens August, Kurfürst von Köln

#### Wolff, N
- Wolff, Nat (* 1994), US-amerikanischer Schauspieler und MusikerNat Wolff (* 1994)

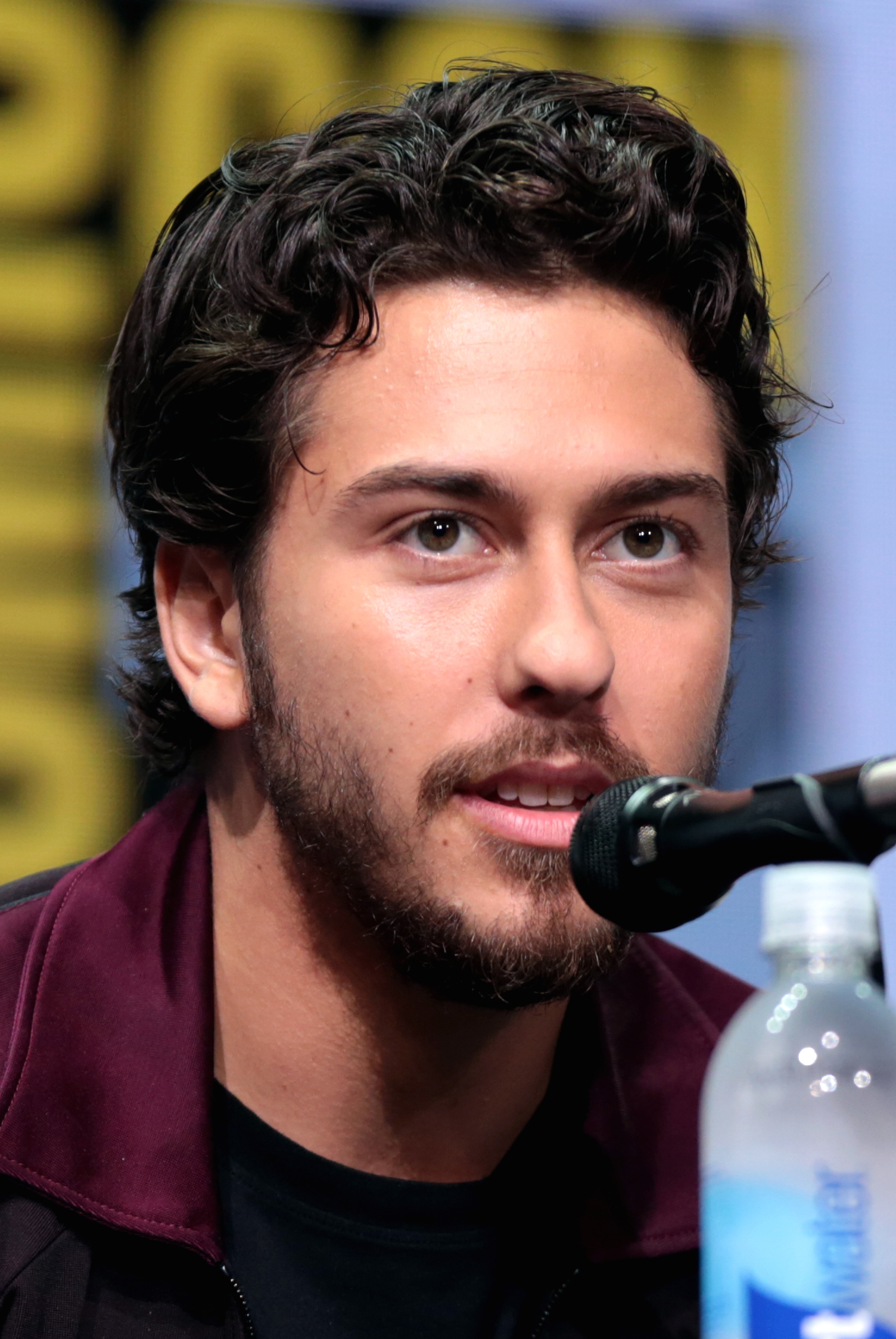
Nat Wolff (* 1994)

- Wolff, Noah (1809–1907), deutscher Fabrikant
- Wolff, Nora Rebecca (* 1996), deutsche Schauspielerin
- Wolff, Norbert (1935–2010), deutscher Offizier und Generalmajor (NVA)
- Wolff, Norbert (* 1962), deutscher Kirchenhistoriker und Theologe

#### Wolff, O
- Wolff, Oskar (1858–1943), deutscher Industrieller und Politiker
- Wolff, Oskar Ludwig Bernhard (1799–1851), deutscher Schriftsteller, Humorist, Pädagoge
- Wolff, Oswald (* 1855), deutscher Gymnasiallehrer und Altphilologe
- Wolff, Otto (1794–1877), deutscher evangelischer Geistlicher
- Wolff, Otto (1881–1940), deutscher Großindustrieller
- Wolff, Otto (1907–1991), deutscher Wirtschaftsfunktionär und NSDAP-Gauwirtschaftsberater
- Wolff, Otto (1911–1986), deutscher evangelischer Theologe und Autor
- Wolff, Otto (1921–2003), anthroposophischer Arzt und Autor

#### Wolff, P
- Wolff, Patrick (* 1968), US-amerikanischer Schachspieler
- Wolff, Patrick (* 1975), deutscher Schauspieler
- Wolff, Paul (1876–1947), deutscher Fotograf
- Wolff, Paul (1887–1951), deutscher FotografPaul Wolff (1887–1951)

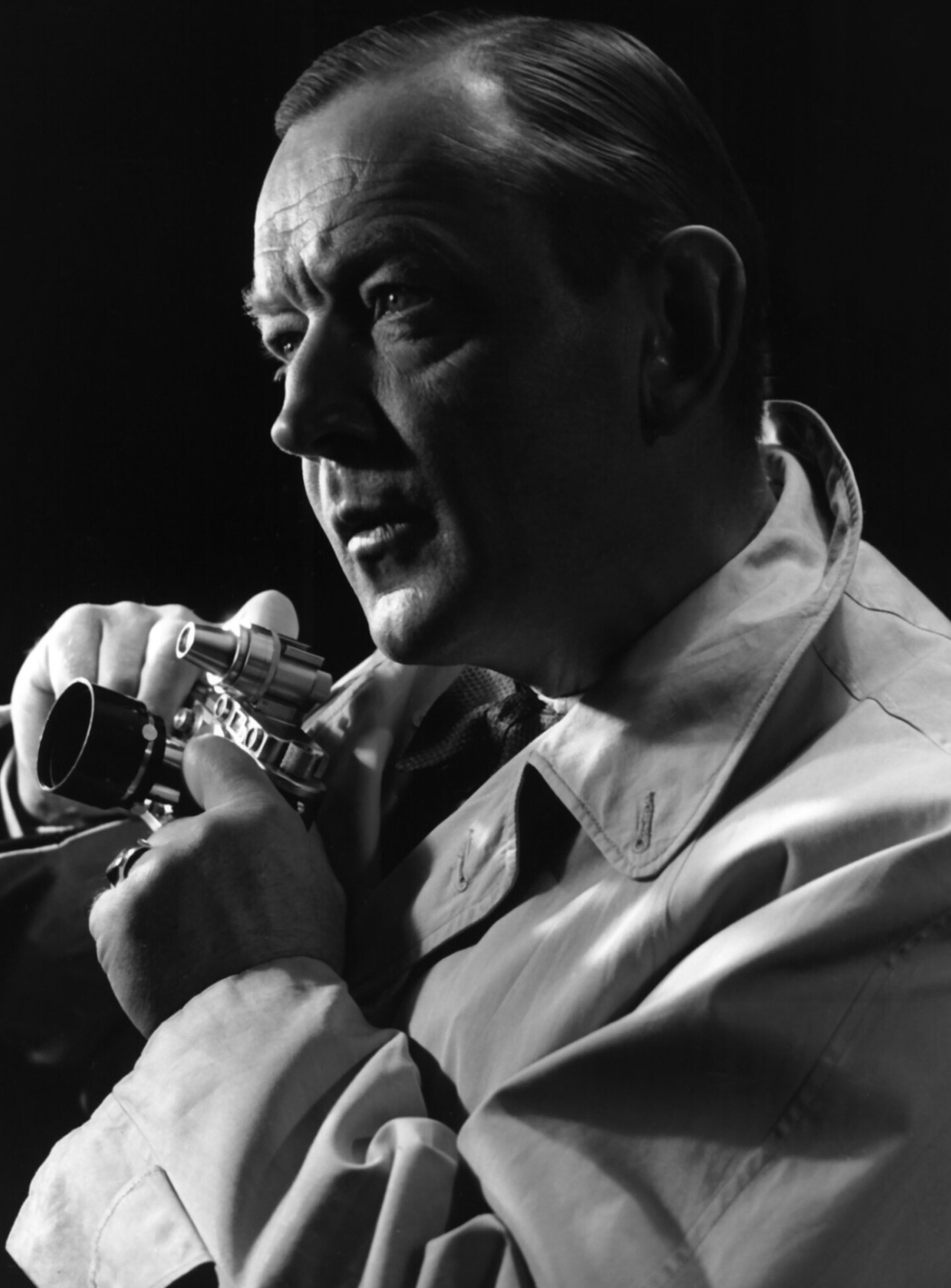
Paul Wolff (1887–1951)

- Wolff, Paul H. (1880–1955), deutscher Bühnenbildner, Landschaftsmaler und Zeichner
- Wolff, Paul Hugo (1841–1902), deutscher Reichsgerichtsrat
- Wolff, Peter (* 1946), liechtensteinischer Politiker der Vaterländischen Union
- Wolff, Peter (* 1957), deutscher Evangelischer Theologe und Bibliothekar
- Wolff, Peter H. (1926–2021), US-amerikanischer Psychiater und Psychoanalytiker
- Wolff, Peter Heinrich August (1792–1865), deutscher Fotograf
- Wolff, Peter Hermann (* 1954), deutscher Diplomat
- Wolff, Philipp (1810–1894), deutscher Orientalist und Religionswissenschaftler
- Wolff, Philipp (* 1972), deutscher Verwaltungsjurist und politischer Beamter
- Wolff, Pius Alexander (1782–1828), deutscher Schauspieler und Schriftsteller

#### Wolff, R
- Wolff, Rainer (1949–2015), deutscher Poolbillardspieler
- Wolff, Rainer (1965–2019), deutscher Fußballspieler
- Wolff, Reinhart (* 1939), deutscher Erziehungswissenschaftler und Soziologe
- Wolff, Reinhold (1941–2006), deutscher Literaturwissenschaftler
- Wolff, René (* 1978), deutscher Bahnradsportler
- Wolff, Richard (* 1948), deutscher Ringer
- Wolff, Richard (* 1957), Schweizer Geograph und Stadtsoziologe, Zürcher Stadtrat
- Wolff, Richard D. (* 1942), US-amerikanischer ÖkonomRichard D. Wolff (* 1942)

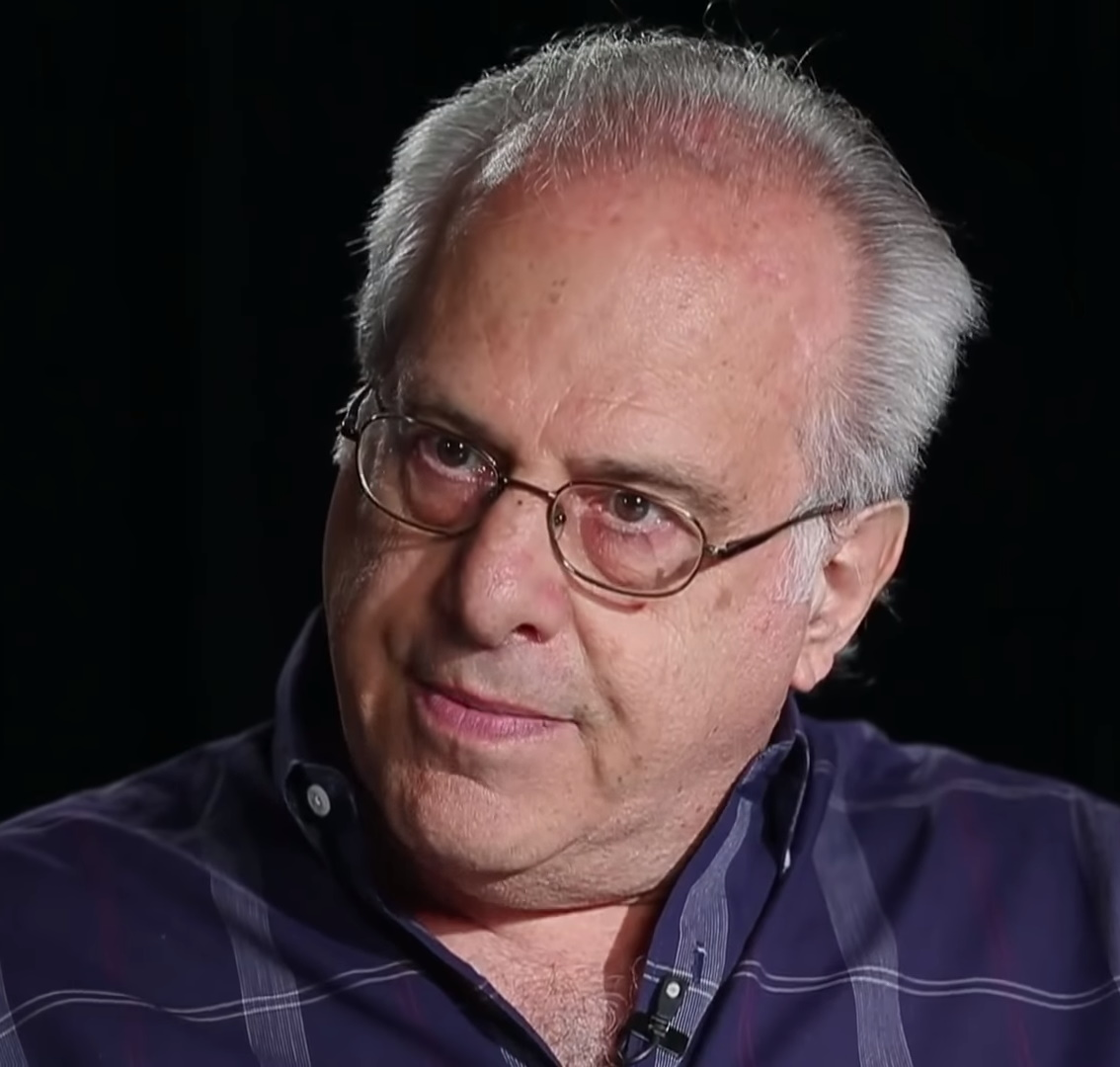
Richard D. Wolff (* 1942)

- Wolff, Richard-Salvador (* 1990), deutscher Musicaldarsteller
- Wolff, Riem de (1943–2017), indonesisch-niederländischer Musiker
- Wolff, Rikard (1958–2017), schwedischer Schauspieler
- Wolff, Robert Paul (1933–2025), US-amerikanischer politischer Philosoph
- Wolff, Roland (1946–2021), deutscher Sportmediziner und Hochschullehrer
- Wolff, Rolf (1953–2021), deutscher Wirtschaftswissenschaftler und Hochschulmanager
- Wolff, Rosalie (* 1979), deutsche Schauspielerin, Unternehmerin und Tierrechtlerin
- Wolff, Rüdiger (1953–2023), deutscher Sänger, Schauspieler, Moderator
- Wolff, Rudolf (1907–1993), deutscher Journalist
- Wolff, Ruud de (1941–2000), indonesisch-niederländischer Musiker

#### Wolff, S
- Wolff, Sabbattia Joseph (1757–1832), deutscher Autor
- Wolff, Sally (* 1873), deutscher Unternehmer
- Wolff, Salomon (1901–1977), französischer Wirtschaftsjournalist
- Wolff, Sheldon (1928–2008), US-amerikanischer Zytogenetiker und Strahlenbiologe
- Wolff, Sheldon M. (1930–1994), US-amerikanischer Internist und Entzündungsforscher
- Wolff, Sophie (1871–1944), deutsche Bildhauerin und Malerin
- Wolff, Stefan (* 1966), deutscher Journalist, Moderator und Wirtschaftscoach
- Wolff, Steffi von (* 1966), deutsche Autorin und Journalistin
- Wolff, Stephan (* 1970), deutscher Fußballspieler
- Wolff, Stephen, US-amerikanischer Elektrotechniker und Internetpionier
- Wolff, Sula (1924–2009), britische Kinderpsychiaterin
- Wolff, Susanne (* 1973), deutsche Schauspielerin
- Wolff, Susie (* 1982), britische RennfahrerinSusie Wolff (* 1982)

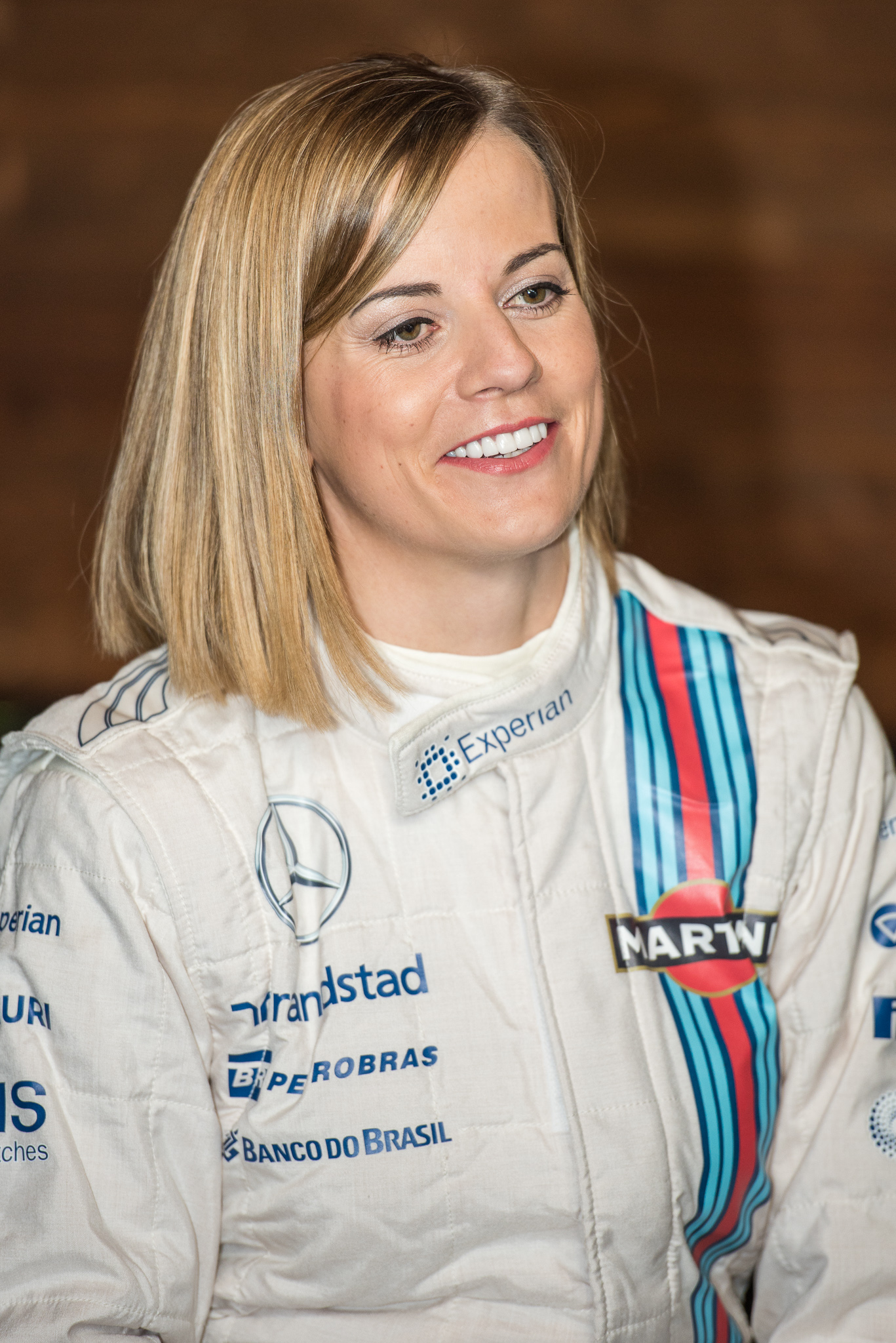
Susie Wolff (* 1982)

- Wolff, Sylvia (* 1967), deutsche Schauspielerin

#### Wolff, T
- Wolff, Terry A., US-amerikanischer Offizier, Generalleutnant der US-Army
- Wolff, Theodor (1867–1927), deutscher Redakteur und Politiker (WBWB), MdR
- Wolff, Theodor (1868–1943), deutscher Schriftsteller, Publizist und Kritiker
- Wolff, Theodor (1875–1923), deutscher Politiker (SPD), MdR
- Wolff, Thomas (* 1948), deutscher Chemiker
- Wolff, Thomas (* 1951), deutscher Schauspieler und Synchronsprecher
- Wolff, Thomas (1954–2000), US-amerikanischer Mathematiker
- Wolff, Thomas (* 1967), deutscher Autor, Komponist und Verleger
- Wolff, Thomas Nero (* 1958), deutscher Synchronsprecher
- Wolff, Tilo (* 1972), Schweizer MusikerTilo Wolff (* 1972)

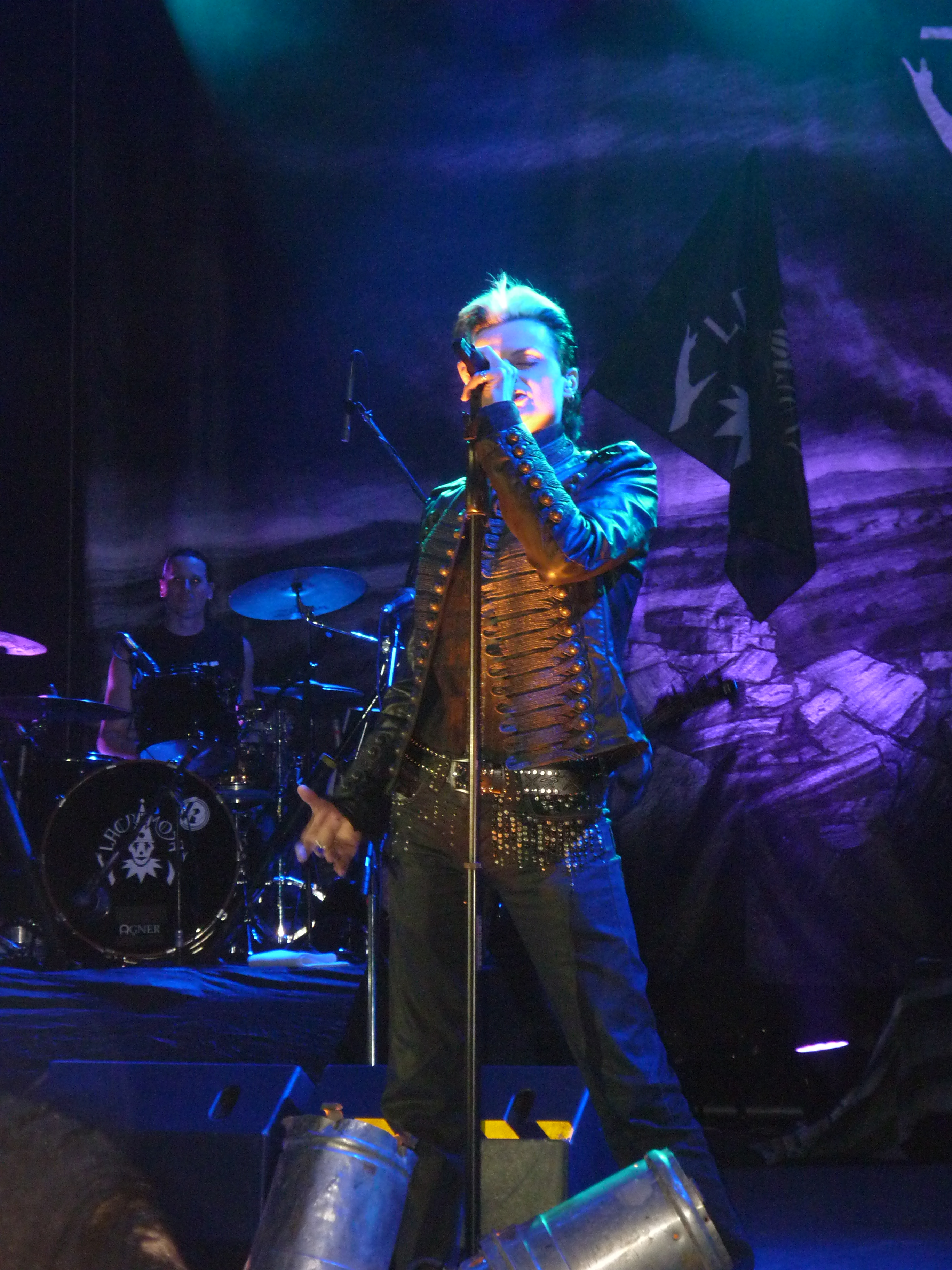
Tilo Wolff (* 1972)

- Wolff, Tim (* 1978), deutscher Schriftsteller
- Wolff, Timo de (* 1982), deutscher Mathematiker und Hochschullehrer
- Wolff, Tobias (* 1531), deutscher Medailleur
- Wolff, Tobias (* 1945), amerikanischer Schriftsteller
- Wolff, Tobias (* 1975), deutscher Kulturmanager
- Wolff, Toni (1888–1953), Schweizer Psychoanalytikerin
- Wolff, Torben (1919–2017), dänischer Zoologe
- Wolff, Torsten, deutscher Autor und Poetry Slammer
- Wolff, Toto (* 1972), österreichischer Investor und RennfahrerToto Wolff (* 1972)

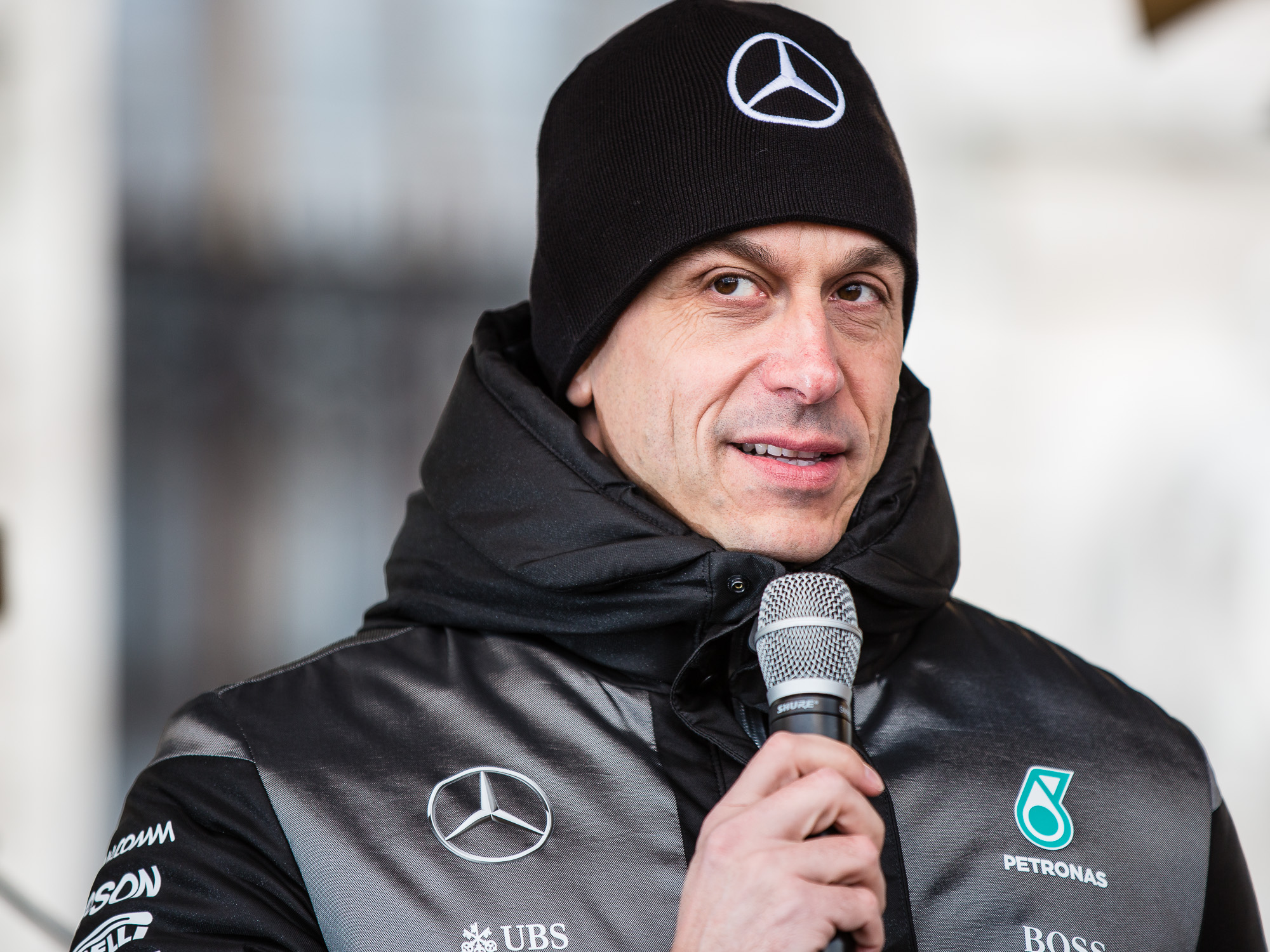
Toto Wolff (* 1972)

- Wolff, Tracy, US-amerikanische Jugendbuchautorin

#### Wolff, U
- Wolff, Udo (* 1947), deutscher Bluesmusiker und -produzent
- Wolff, Ursula (* 1943), deutsche Schauspielerin und Synchronsprecherin
- Wolff, Uwe (* 1955), deutscher Kulturwissenschaftler, Schriftsteller und Theologe
- Wolff, Uwe (* 1962), deutscher Kommunikationsberater

#### Wolff, V
- Wolff, Victoria (1903–1992), US-amerikanische Schriftstellerin und Drehbuchautorin
- Wolff, Virginia Euwer (* 1937), US-amerikanische Schriftstellerin
- Wolff, Vivian (* 1998), deutsch-US-amerikanische Tennisspielerin
- Wolff, Volker (* 1951), deutscher Journalist und Journalismuslehrer

#### Wolff, W
- Wolff, Waldemar (1852–1889), deutscher Jurist und Politiker
- Wolff, Walther (1870–1931), deutscher evangelischer Pfarrer, Präses der Synode der preußischen Rheinprovinz
- Wolff, Walther (1887–1966), deutsch-österreichischer Bildhauer und Lithograf
- Wolff, Waltraud (* 1956), deutsche Politikerin (SPD), MdB
- Wolff, Werner (1883–1961), deutscher Dirigent und Schriftsteller
- Wolff, Wilhelm (1809–1864), deutscher Privatlehrer, Publizist, Politiker und enger Weggefährte von Karl Marx und Friedrich Engels
- Wolff, Wilhelm (1813–1875), schlesischer Richter und Politiker
- Wolff, Wilhelm (1851–1912), deutscher Komponist und Coupletdichter
- Wolff, Wilhelm (1872–1951), deutscher Geologe und Heimatdichter
- Wolff, Wilhelm (1876–1914), deutscher Verwaltungsjurist in Preußen
- Wolff, Wilhelm von (1826–1913), preußischer Generalmajor
- Wolff, Willi (1883–1947), deutscher Liedtexter, Drehbuchautor und Filmregisseur
- Wolff, William (1927–2020), deutsch-britischer Journalist und RabbinerWilliam Wolff (1927–2020)

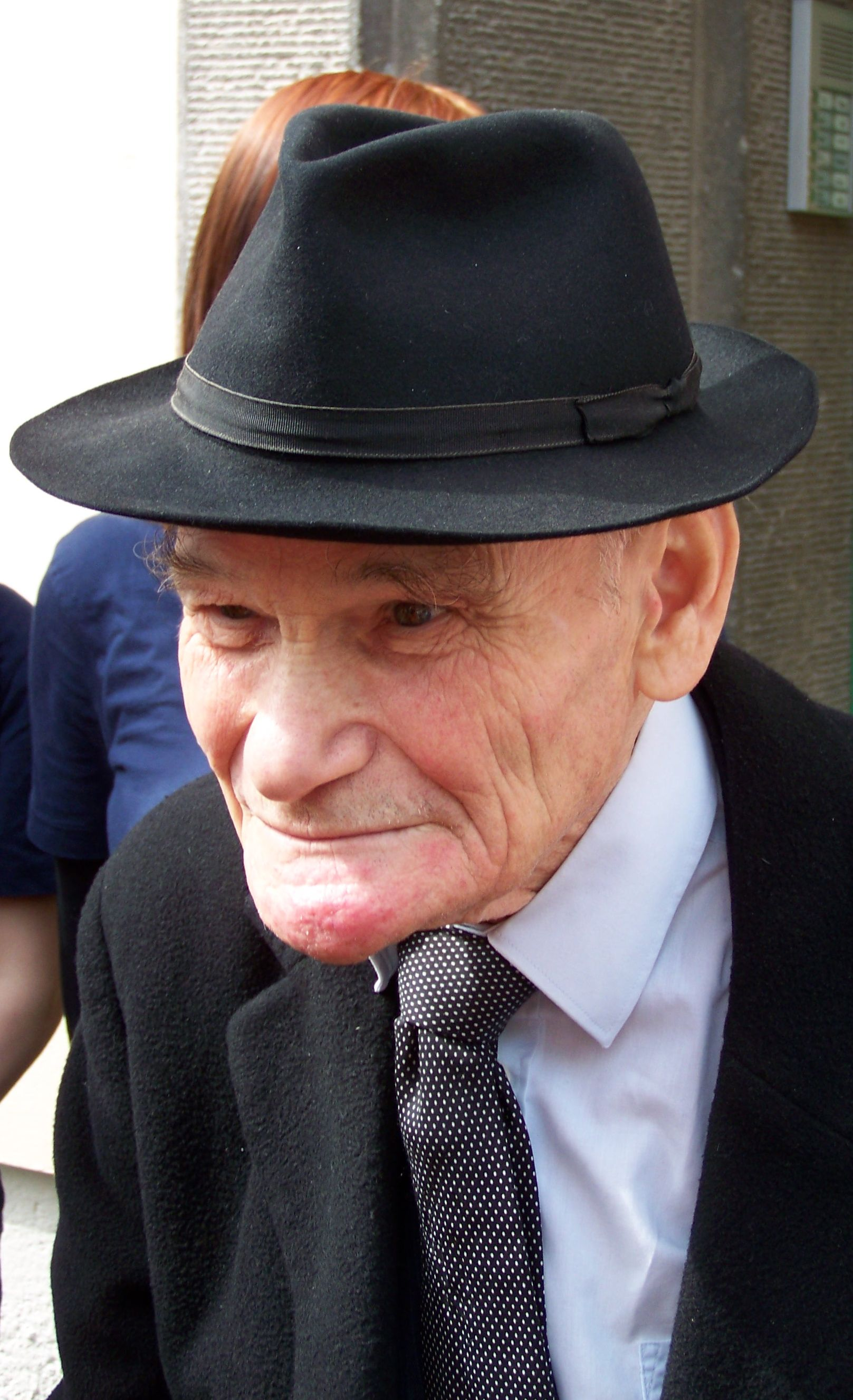
William Wolff (1927–2020)

- Wolff, Willy (1905–1985), deutscher Maler, Bildhauer und Grafiker
- Wolff, Wolf von (1824–1900), deutscher Jurist, Reichsanwalt und Senatspräsident am Reichsgericht
- Wolff, Wolfgang († 1570), deutscher Lautenmacher
- Wolff, Wolrad (1842–1934), deutscher evangelisch-lutherischer Geistlicher und Oberhofprediger am großherzoglichen Hof von Mecklenburg-Schwerin

### Wolff-

#### Wolff-A
- Wolff-Arndt, Philippine (1849–1940), deutsche Malerin

#### Wolff-E
- Wolff-Eisner, Alfred (1877–1948), deutscher Mediziner

#### Wolff-F
- Wolff-Filseck, Eugen (1873–1937), deutscher Maler des Impressionismus
- Wolff-Frank, Ulla (1848–1924), deutsche Schriftstellerin

#### Wolff-G
- Wolff-Gebhardt, Ulrike (1947–2016), deutsche Beamtin und Politikerin (SPD)
- Wolff-Grohmann, Hans (1903–2000), deutscher Designer und Architekt

#### Wolff-M
- Wolff-Maage, Hugo (1866–1947), deutscher Maler und Illustrator
- Wolff-Malcolmi, Amalie (1780–1851), deutsche Schauspielerin und Ehefrau Pius Alexander Wolffs
- Wolff-Malm, Ernst (1885–1940), deutscher Maler und Grafiker
- Wolff-Merck, Elisabeth (1890–1970), deutsche Übersetzerin
- Wolff-Metternich zur Gracht, Adolf von (1618–1641), Domherr in Münster
- Wolff-Metternich zur Gracht, Franz Arnold von (1658–1718), Fürstbischof von Paderborn und Münster
- Wolff-Metternich zur Gracht, Hermann Werner von (1625–1704), Fürstbischof von Paderborn
- Wolff-Metternich zur Gracht, Hieronymus Leopold (1661–1716), deutscher Adliger und Gutsbesitzer
- Wolff-Metternich zur Gracht, Ignaz Wilhelm von (1630–1688), Domherr in Münster, Worms
- Wolff-Metternich zur Gracht, Max Werner Joseph Anton (1770–1839), nassauischer Landtagsabgeordneter
- Wolff-Metternich zur Gracht, Maximilian Felix (1814–1871), preußischer Rittergutsbesitzer und Politiker
- Wolff-Metternich zur Gracht, Wilhelm Hermann Ignatz (1665–1722), Dompropst und Weihbischof in Münster
- Wolff-Metternich, August Wilhelm von (1705–1764), Domherr und Minister
- Wolff-Metternich, Ferdinand von (1855–1919), deutscher Gutsbesitzer und Politiker (Zentrum), MdR, Oberförster
- Wolff-Metternich, Franz (1893–1978), deutscher Kunsthistoriker
- Wolff-Metternich, Franz Wilhelm von († 1752), Domherr in Münster
- Wolff-Metternich, Friedrich Wilhelm von (1773–1848), Domherr in Münster
- Wolff-Metternich, Hermann (1887–1956), deutsche Militärperson
- Wolff-Metternich, Klemens von (1803–1872), deutscher Beamter
- Wolff-Molorciuc, Irene (1955–2012), deutsche Politikerin (Die Linke), Landtagsabgeordnete in Brandenburg

#### Wolff-P
- Wolff-Plottegg, Manfred (* 1946), österreichischer Architekt und Künstler
- Wolff-Powęska, Anna (* 1941), polnische Historikerin und Politologin

#### Wolff-R
- Wolff-Richter, Annemarie (1900–1945), deutsche Individualpsychologin

#### Wolff-S
- Wolff-Stomersee, Alexandra von (1894–1982), deutsch-baltische, italienische PsychoanalytikerinAlexandra von Wolff-Stomersee (1894–1982)

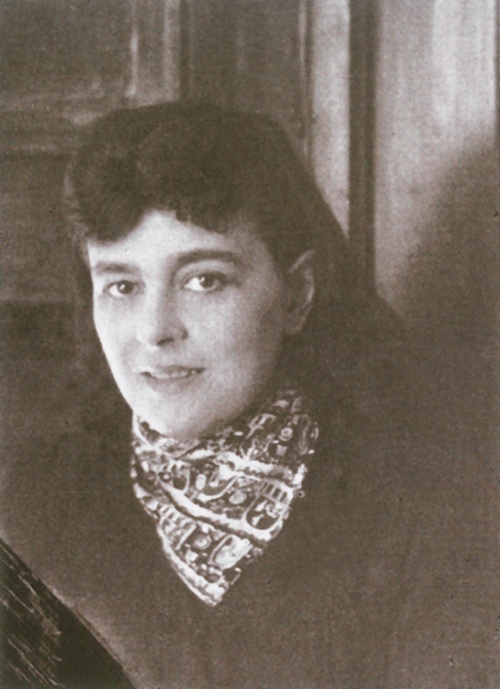
Alexandra von Wolff-Stomersee (1894–1982)

#### Wolff-Z
- Wolff-Zimmermann, Elisabeth (1876–1952), deutsche Malerin und Grafikerin

### Wolffb
- Wolffberg, Inge (1924–2010), deutsche Schauspielerin, Synchronsprecherin und KabarettistinInge Wolffberg (1924–2010)

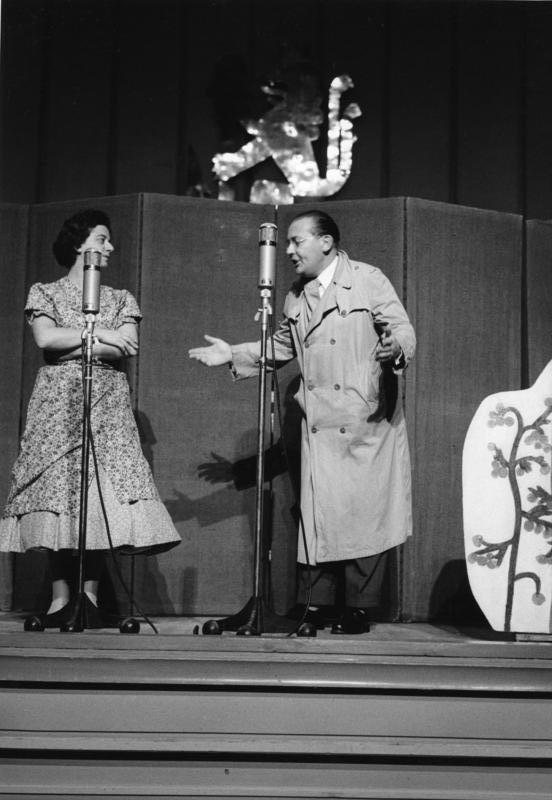
Inge Wolffberg (1924–2010)

### Wolffe
- Wolffenstein, Richard (1846–1919), deutscher Architekt
- Wolffenstein, Richard (1864–1929), deutscher Chemiker
- Wölffer, Hans (1904–1976), deutscher Theaterleiter, Regisseur und Intendant
- Wölffer, Jürgen (* 1936), deutscher Schauspieler, Theaterregisseur sowie Theatergründer und -leiter
- Wolffersdorff, Arthur von (1823–1897), preußischer Generalmajor
- Wolffersdorff, Carl August von (1691–1746), deutscher Adeliger, Erb-, Lehn- und Gerichtsherr
- Wolffersdorff, Carl Bernhard von (1726–1796), deutscher Adeliger, Erb-, Lehn- und Gerichtsherr auf Altscherbitz, Schkeuditz und Beuditz
- Wolffersdorff, Carl Ludwig von (1700–1774), königlich-polnischer und kurfürstlich-sächsischer Oberhofjägermeister, Direktor und Oberinspekteur sämtlicher Flöße sowie Besitzer des Rittergutes Gröditz bei Torgau
- Wolffersdorff, Hans von (1549–1610), sächsischer Beamter
- Wolffersdorff, Heinrich von (1905–1966), deutscher Augenarzt
- Wolffersdorff, Johann Friedrich von (1639–1691), deutscher Adeliger, sachsen-weimarscher Hofrat und Kammerdirektor
- Wolffersdorff, Karl Friedrich von (1716–1781), sächsischer, später preußischer Offizier, zuletzt Generalleutnant
- Wolffersdorff, Karl Friedrich Wilhelm von (1775–1852), deutscher Adeliger, Erb-, Lehn- und Gerichtsherr auf Altscherbitz
- Wolffersdorff, Wolf von (1887–1945), deutscher Jurist und Landrat

### Wolffg
- Wolffgang, Hans-Michael (* 1953), deutscher Rechtswissenschaftler
- Wolffgramm, Friedrich Otto Hermann von (1836–1895), preußischer Landrat, Polizeipräsident und Kabinettsminister im Fürstentum Lippe (1889–1895)
- Wolffgramm, Horst (1926–2020), deutscher Erziehungswissenschaftler

### Wolffh
- Wolffhardt, Eduard (1851–1905), österreichischer Politiker
- Wolffhardt, Emma (1899–1997), deutsche Chemikerin
- Wolffhardt, Friedrich (1899–1945), deutscher Bibliothekar, tätig für den Aufbau der „Führerbibliothek“
- Wolffhardt, Rainer (1927–2017), deutscher Fernsehregisseur und Drehbuchautor
- Wolffhardt, Simon Friedrich (1650–1709), evangelisch-lutherischer Abt
- Wolffhardt, Viktoria (* 1994), österreichische Kanutin
- Wolffheim, Elsbeth (1934–2002), deutsche Literaturhistorikerin, Slawistin, Übersetzerin und Autorin
- Wolffheim, Fritz (1888–1942), deutscher nationalkommunistischer Politiker
- Wolffheim, Hans (1904–1973), deutscher Lehrer, Literaturwissenschaftler und Lyriker
- Wolffheim, Nelly (1879–1965), deutsche Pädagogin, Publizistin
- Wolffheim, Werner (1877–1930), deutscher Jurist, Musikwissenschaftler und Sammler
- Wolffhügel, Gustav (1845–1899), deutscher Hygieniker und Hochschullehrer in Göttingen
- Wolffhügel, Kurt (1869–1951), deutscher Tierarzt, Parasitologe, Helminthologe und Moosesammler

### Wolffi
- Wölffing, Katja (* 1975), deutsche Journalistin und Moderatorin des ZDF-Morgenmagazins

### Wolffl
- Wölfflin, Christoph (1625–1688), deutscher evangelischer Theologe und Hochschullehrer
- Wölfflin, Eduard (1831–1908), Schweizer Klassischer Philologe
- Wölfflin, Ernst (1873–1960), Schweizer Augenarzt
- Wölfflin, Heinrich (1864–1945), Schweizer KunsthistorikerHeinrich Wölfflin (1864–1945)

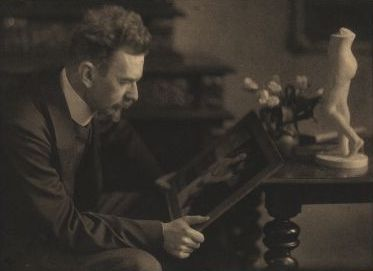
Heinrich Wölfflin (1864–1945)

- Wölfflin, Johann Rudolf (1801–1888), Schweizer Zuckerbäcker und Polizeigerichtspräsident
- Wölfflin, Kurt (1934–1998), österreichischer Schriftsteller
- Wölffling, Siegfried (1928–1995), deutscher Orientarchäologe und Kulturhistoriker

### Wolffo
- Wolffordt, Artus (1581–1641), flämischer Maler

### Wolffr
- Wolffradt, Carl Gustav von (1672–1741), Generalleutnant in schwedischen Diensten und Festungskommandant von Stralsund
- Wolffradt, Carl Gustav von (1717–1794), schwedisch-pommerscher Jurist und Landvogt von Rügen
- Wolffradt, Erich Magnus von (1735–1799), preußischer Husarengeneral
- Wolffradt, Gustav Anton von (1762–1833), deutscher Jurist, Beamter im Herzogtum Braunschweig-Wolfenbüttel, Staatsminister im Königreich Westphalen
- Wolffradt, Hermann Alexander von (* 1689), deutscher Jurist, Landvogt von Rügen und Amtmann in Bergen auf Rügen
- Wolffradt, Hermann Christian von († 1723), Geheimer Rat und Kanzler in Mecklenburg-Schwerin
- Wolffradt, Hermann von (1629–1684), Kanzler der schwedisch-pommerschen Regierung in Stralsund
- Wolffram, Josef (1910–2001), deutscher Jurist
- Wolffram, Paul (1860–1932), deutscher Jurist und Ministerialbeamter in der Preußischen Finanzverwaltung
- Wolfframm, Franz-Josef (1934–2015), deutscher Fußballspieler
- Wolfframsdorff, Adam Heinrich von (1722–1799), preußischer Generalleutnant, Gouverneur von Mainz
- Wolfframsdorff, Georg Dietrich von (1643–1696), sächsischer Jurist und Hofbeamter
- Wolfframsdorff, Hermann von (1630–1703), sächsischer Hofbeamter und Oberhofmarschall

### Wolffs
- Wolffskeel von Reichenberg, Eberhard Graf (1875–1954), deutscher Artillerieoffizier im Ersten Weltkrieg, beteiligt am Völkermord an den Armeniern
- Wolffskeel von Reichenberg, Karl (1847–1919), bayerischer Generalleutnant, Oberstallmeister und Oberstjägermeister
- Wolffskeel von Reichenberg, Luitpold Graf (1879–1964), deutscher Offizier
- Wolffsohn, David (1855–1914), Zionistenführer
- Wolffsohn, Karl (1881–1957), deutscher Verleger und Kinobetreiber
- Wolffsohn, Michael (* 1947), deutscher Historiker und PolitologeMichael Wolffsohn (* 1947)

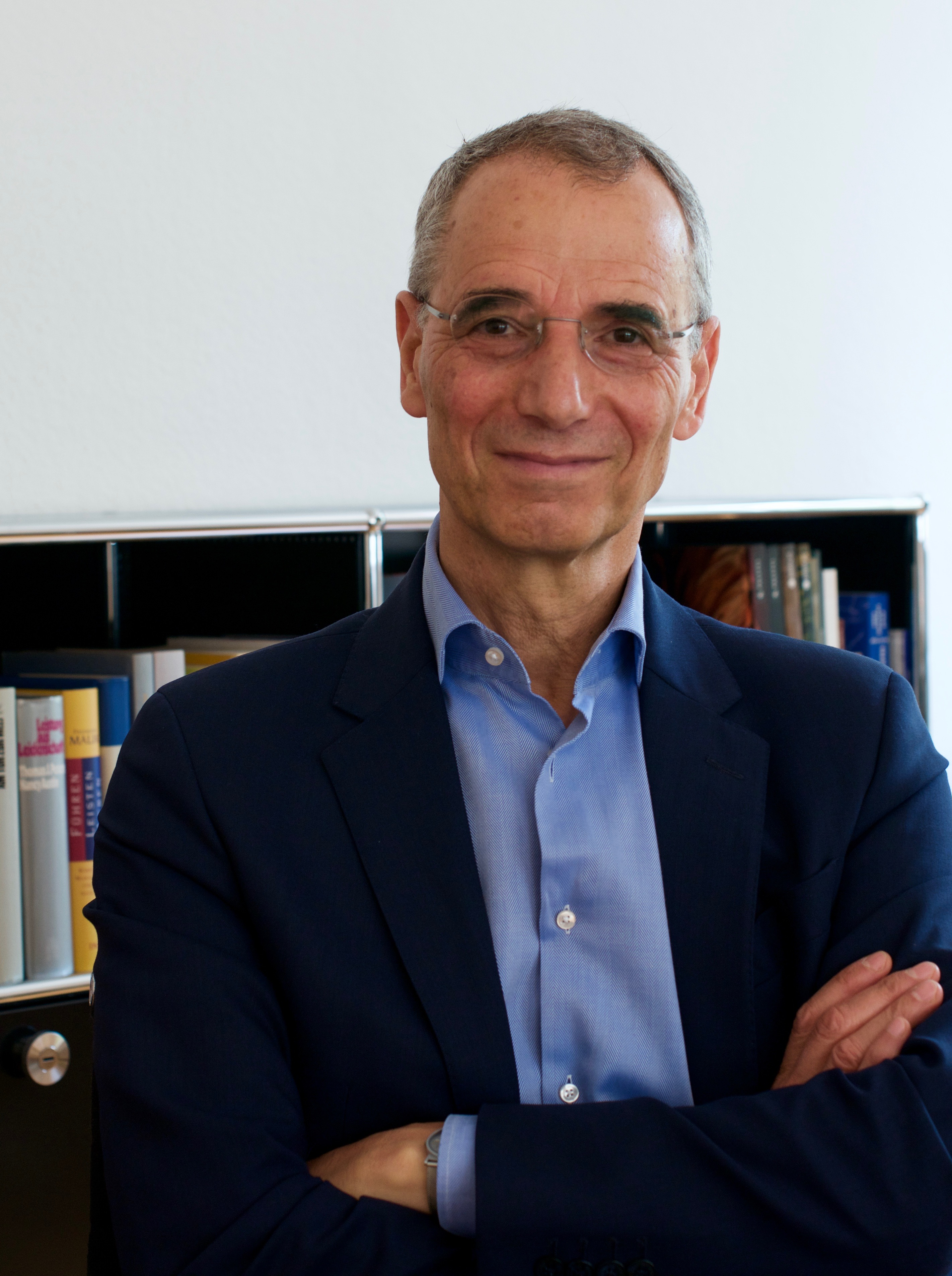
Michael Wolffsohn (* 1947)

- Wolffson, Agnes (1849–1936), deutsche Stifterin
- Wolffson, Albert (1847–1913), deutscher Rechtsanwalt und Politiker, MdHB
- Wolffson, Isaac (1817–1895), deutscher Jurist und Politiker (NLP), MdHB, MdR